# FN FAL
O FAL (em francês:  Fusil Automatique Léger, em português:  Fuzil Automático Leve), é um fuzil de batalha criado pelo projetista belga Dieudonné Saive e fabricado pela Fabrique Nationale de Herstal.
Durante a Guerra Fria o FAL foi adotado por vários países da Organização do Tratado do Atlântico Norte (OTAN), com a exceção notável dos Estados Unidos. É um dos fuzis mais utilizados na história, tendo sido adotado por mais de 90 países. Devido à sua prevalência e uso generalizado entre as forças armadas de muitos países da OTAN e dos países opostos ao bloco soviético durante a Guerra Fria, foi apelidado em inglês de "The Right Arm of the Free World" ("O Braço Direito do Mundo Livre").
Utiliza o calibre de alta energia 7,62×51mm NATO, apesar de ser originalmente projetado para os cartuchos intermediários 7,93x33mm kurz e .280 British. Os países ligados ao Reino Unido, a Commowealth, utilizam uma variante de tiro unicamente semiautomático e em polegadas designada como L1A1 Self-Loading Rifle (Fuzil Auto-Carregável L1A1).

## História

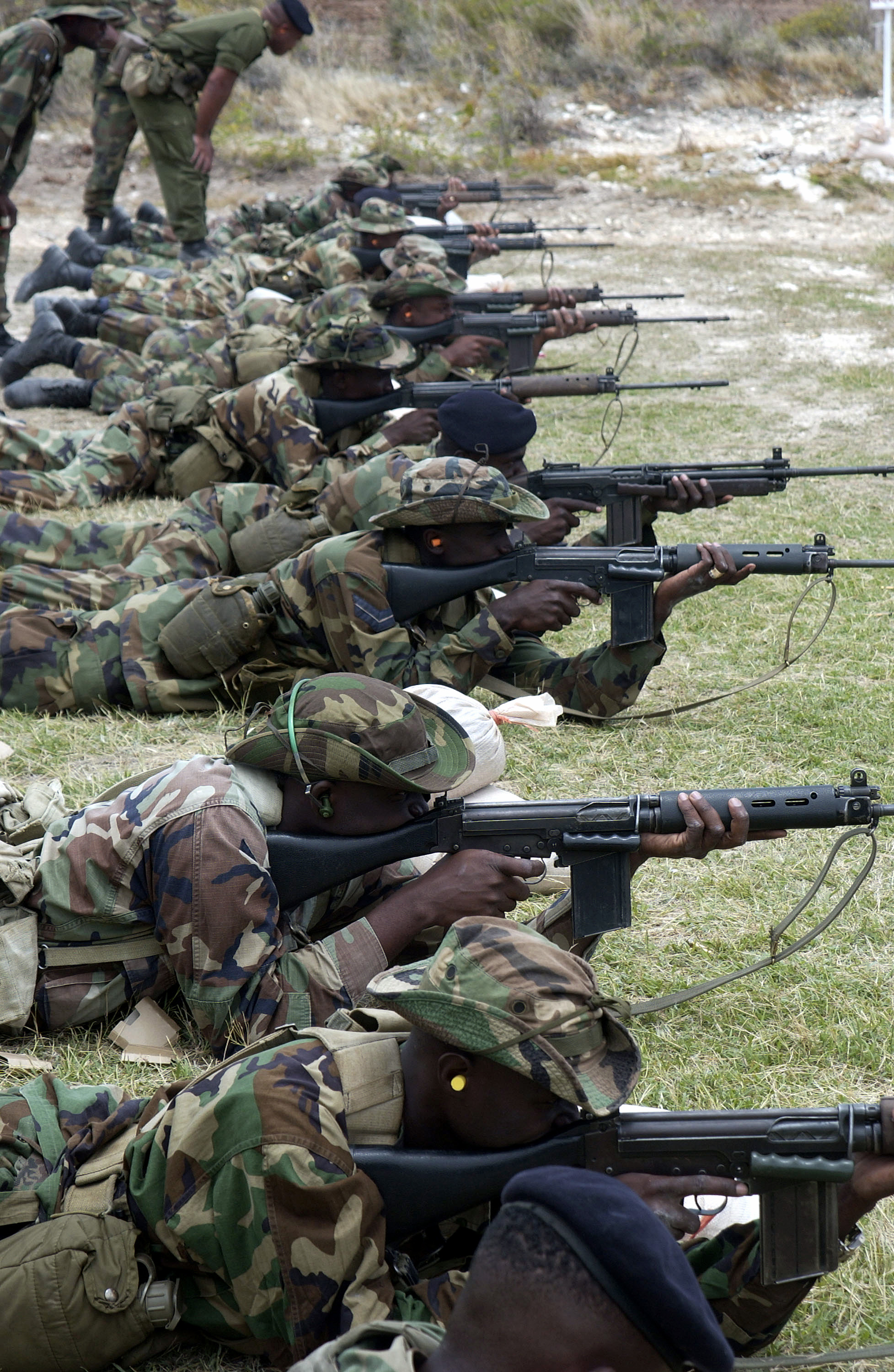
Soldados da Jamaica praticando tiro com FN FAL

Em 1946, o primeiro protótipo do FAL foi completado. Ele foi projetado para disparar o cartucho intermediário 7,92x33mm kurz desenvolvido e usado pelas forças da Alemanha Nazista durante a Segunda Guerra Mundial com o fuzil de assalto Sturmgewehr 44. Depois de testar este protótipo em 1948, o Exército Britânico instou a FN a construir protótipos adicionais, incluindo um modelo em configuração bullpup, calibrado para seu novo cartucho intermediário de calibre .280 britânico (7,43×43mm). Liderando o projeto estava o belga Dieudonné Saive, que ao mesmo tempo trabalhou no fuzil FN49. Em finais de 1940, os engenheiros belgas foram à Inglaterra e passaram a usar o cartucho britânico .280 devido aos resultados balísticos desse calibre, que estava também na disputa para ser padronizado pela OTAN.
Em 1950 os engenheiros belgas e ingleses criaram um protótipo em formato bullpup, o EM-2. Depois de apenas um protótipo feito, o projeto foi abandonado. Nesse mesmo ano, o Reino Unido apresentou o armamento aos Estados Unidos para testes de comparação contra o modelo preferido do Exército dos Estados Unidos da época - o T25 de Earle Harvey. Depois que esse teste foi concluído, oficiais do Exército dos EUA sugeriram que a FN reprojetasse a arma para disparar o cartucho-protótipo ".30 Light Rifle" americano. A FN chegou a acordar a produção de FALs nos Estados Unidos livre de royalties em 1951. O cartucho ".30 LR" foi de fato padronizado posteriormente como o 7,62x51 NATO, no entanto, os EUA continuaram com os testes de armamento. O FAL projetado para o .30 Light Rifle enfrentou o redesenhado T25 (agora redesenhado como o T47) e uma variante M1 Garand, o T44. Finalmente, o T44 venceu, tornando-se o M14.
A FN modificou o FAL por causa dessa padronização, os primeiros FALs estavam prontos na Bélgica em 1953, mas a Bélgica não foi o primeiro país a aprovar o FAL como fuzil padrão. Essa ação veio  do Canadá, com ligeiras modificações sobre o nome C1. Em 1955 os canadenses começaram a produzir os fuzis C1 e C2, esse último uma versão com cano pesado, conhecido no Brasil como FAP. Em 1957 o exercito inglês seguiu o exemplo canadense e adotou o FAL, nessa versão apenas semiautomático sob o nome L1A1, que eram fornecidos normalmente com miras ópticas. Em seguida foi a Áustria sobre o nome Stg.58 fabricado pela Steyr. O FAL foi adotado pelo Exército Brasileiro em 1964, tendo sua dotação durado quatro décadas, culminando com a adoção do IMBEL A2, também da plataforma FAL, em 2015.
Várias versões do FAL também foram aprovadas na Turquia, Austrália, Israel, África do Sul, Alemanha Ocidental e vários outros países. O sucesso do FAL poderia ser maior ainda se a FN tivesse vendido os direitos de produção do FAL para a Alemanha Ocidental, onde era conhecido como G-1, mas a FN rejeitou o pedido. Então a Alemanha que comprou os direitos do CETME espanhol, com algumas modificações a Heckler & Koch criou o HK G3, o mais notável competidor do FAL.
A FN criou o que é possivelmente o clássico fuzil de batalha do pós-guerra. Introduzido formalmente por seu designer Dieudonné Saive em 1951, e produzido dois anos depois, foi descrito como o "Braço Direito do Mundo Livre".  O fuzil de batalha FAL tem seu homólogo no Pacto de Varsóvia o AKM e variantes. Alguns países, como Israel e África do Sul, fabricaram e utilizaram os dois projetos em vários momentos. Ao contrário do fuzil de assalto soviético AKM, que utiliza o intermediário 7,62x39mm, o FAL utilizava um calibre de alta energia.

## Detalhes do projeto

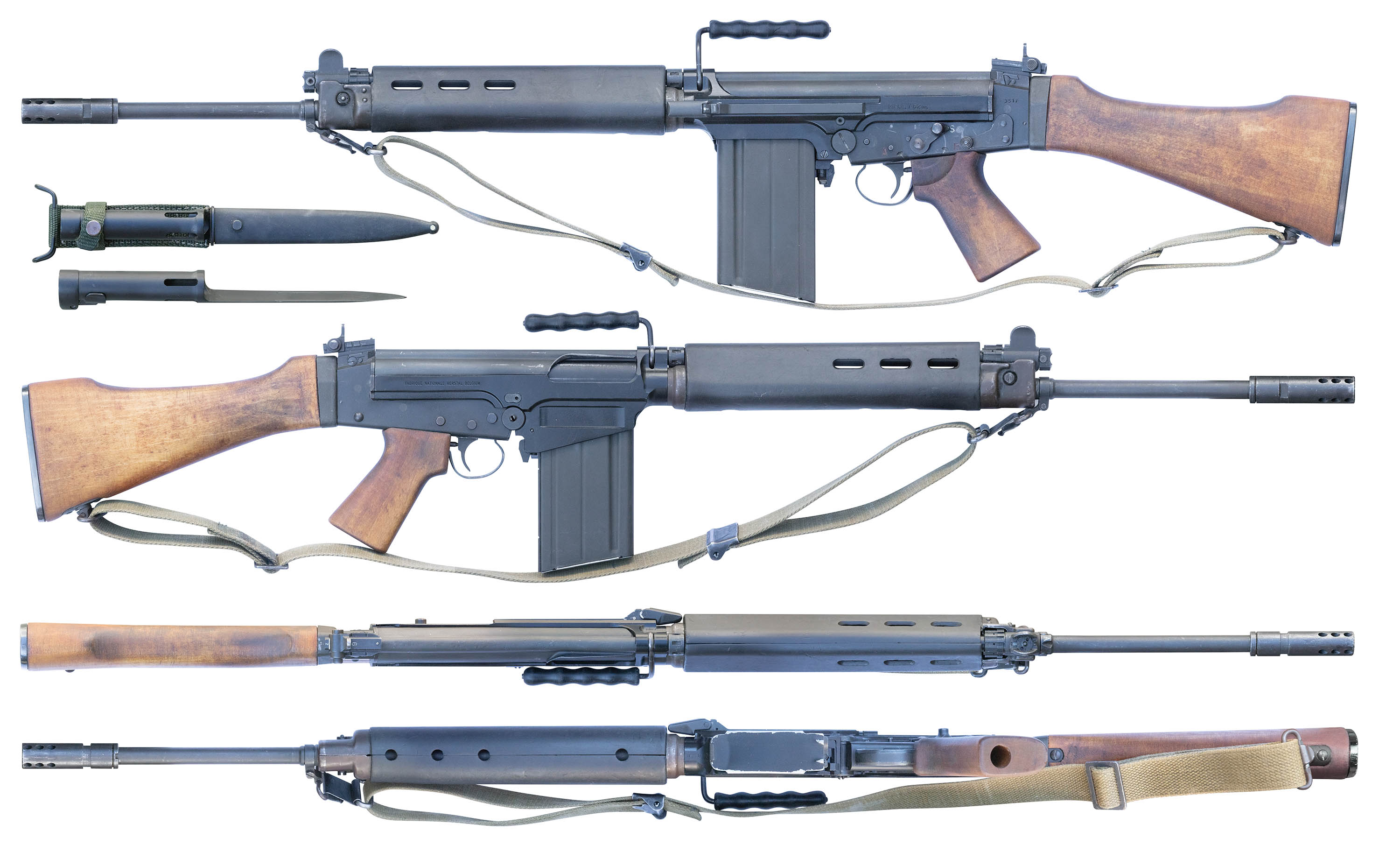
Quatro vistas do FAL.

Sistema de reaproveitamento de gases por recuo curto, usado no FAL.

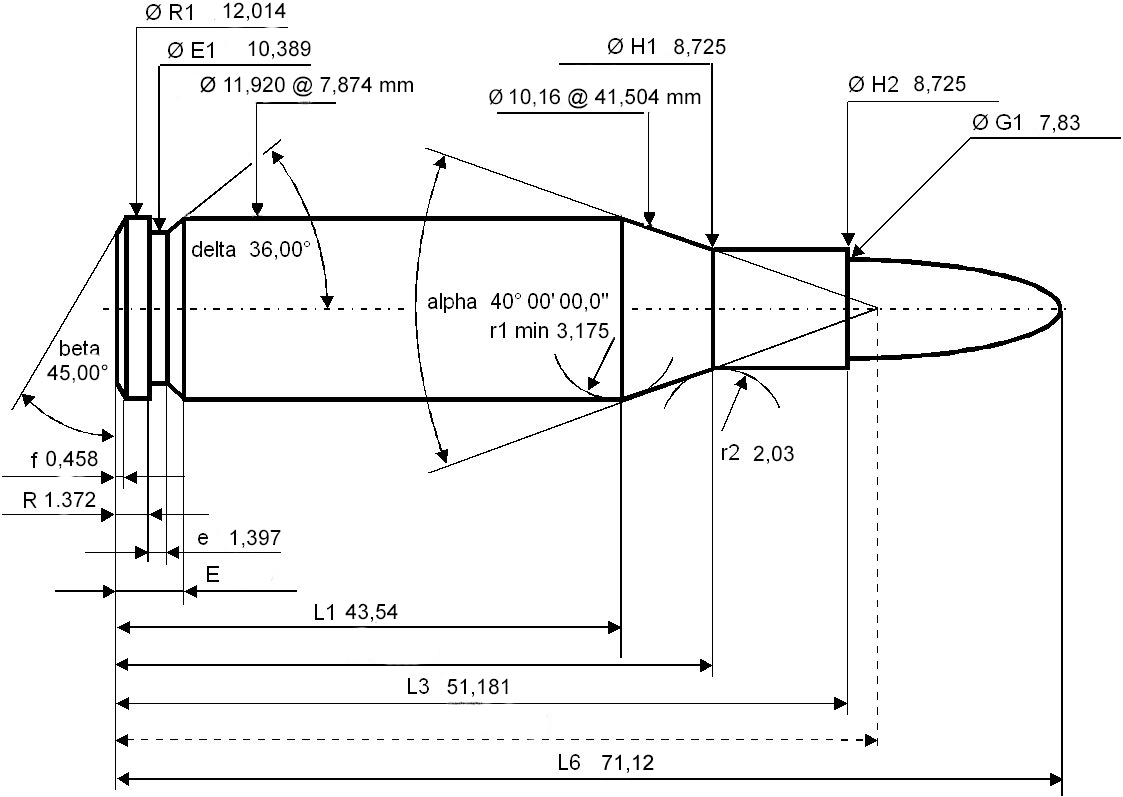
Detalhes da munição 7,62x51 NATO.

O FAL opera por meio de uma ação operada a gás muito semelhante à do soviético SVT-40. O FAL é operado a gás, possui um seletor de fogo de três posições: segurança, semiautomático e disparo automático. É alimentado por carregador e usa um pistão de gás (êmbolo) alocado acima do cano. O pistão tem sua própria mola de recuperação. Após o disparo o gás empurra o pistão, o qual faz um rápido toque no transportador do ferrolho, o resto da operação é dado apenas pela inércia. O conjunto do ferrolho, possui ainda um regulador de gás para que ele possa ser facilmente adaptado para as diversas condições ambientais, ou para o lançamento de granadas de bocal de forma eficiente, aproveitando todo o gás produzido pela carga de projeção (pólvora) para impulsionar a carga explosiva. O sistema de trancamento do ferrolho utiliza uma cabeça de trancamento basculante, com isso a parte traseira encosta-se na caixa da culatra que era feita, inicialmente, em aço forjado, mas em 1973 começou-se a testar vários tipos de metal na fabricação desta, a fim de se reduzir o custo de produção e o peso, mas sua fabricação ficou limitada ao aço usinado por causa de seu sistema basculante que encosta na caixa da culatra.
A capacidade dos carregadores do FAL varia de cinco a 30 munições, com a maioria dos carregadores tendo capacidade de 20 munições. Nas versões de coronha fixa do FAL, a mola recuperadora do recuo está alojada na coronha, enquanto nas versões de coronha dobrável está alojada na tampa do receptor (armação), necessitando de peças diferentes. Para manutenção  de campo, o FAL pode ser aberto. Durante a abertura, o fuzil gira em torno de um conjunto de pinos, localizado entre a proteção do gatilho e o receptáculo do carregador, para dar acesso ao sistema de recuo. Este método de abertura causa uma linha de mira de ferro abaixo do ideal quando o aparelho de pontaria é montado no receptor inferior e o elemento de mira frontal da linha de mira é montado no receptor / cano superior e, portanto, é fixado em dois subconjuntos móveis diferentes.
Os  fuzis também foram fabricados nas configurações de cano leve e reforçado, com o cano pesado destinado ao fogo automático como arma de suporte leve de pelotão ou esquadrão, no Brasil conhecido como FAP (Fuzil Automático Pesado). A maioria dos FALs de cano reforçado é equipada com bipés, embora alguns modelos de cano não reforçado tenham bipés, como o austríaco StG58 e o alemão G1, cujo bipé foi posteriormente disponibilizado como acessório.
Em comparação outros fuzis de batalha 7,62 × 51 mm da época, o FN FAL tinha um "coice" (recuo) relativamente leve, devido ao sistema de gás ajustável pelo usuário poder ser ajustado através do regulador de gás, No modo totalmente automático, no entanto, o atirador recebe um abuso considerável de recuo, dificultando a linha de visada e esgotando rapidamente as munições. Muitas forças militares que usam o FAL acabaram por eliminar o treinamento com tiro automático com o armamento, devido à inefetividade.

## Variantes

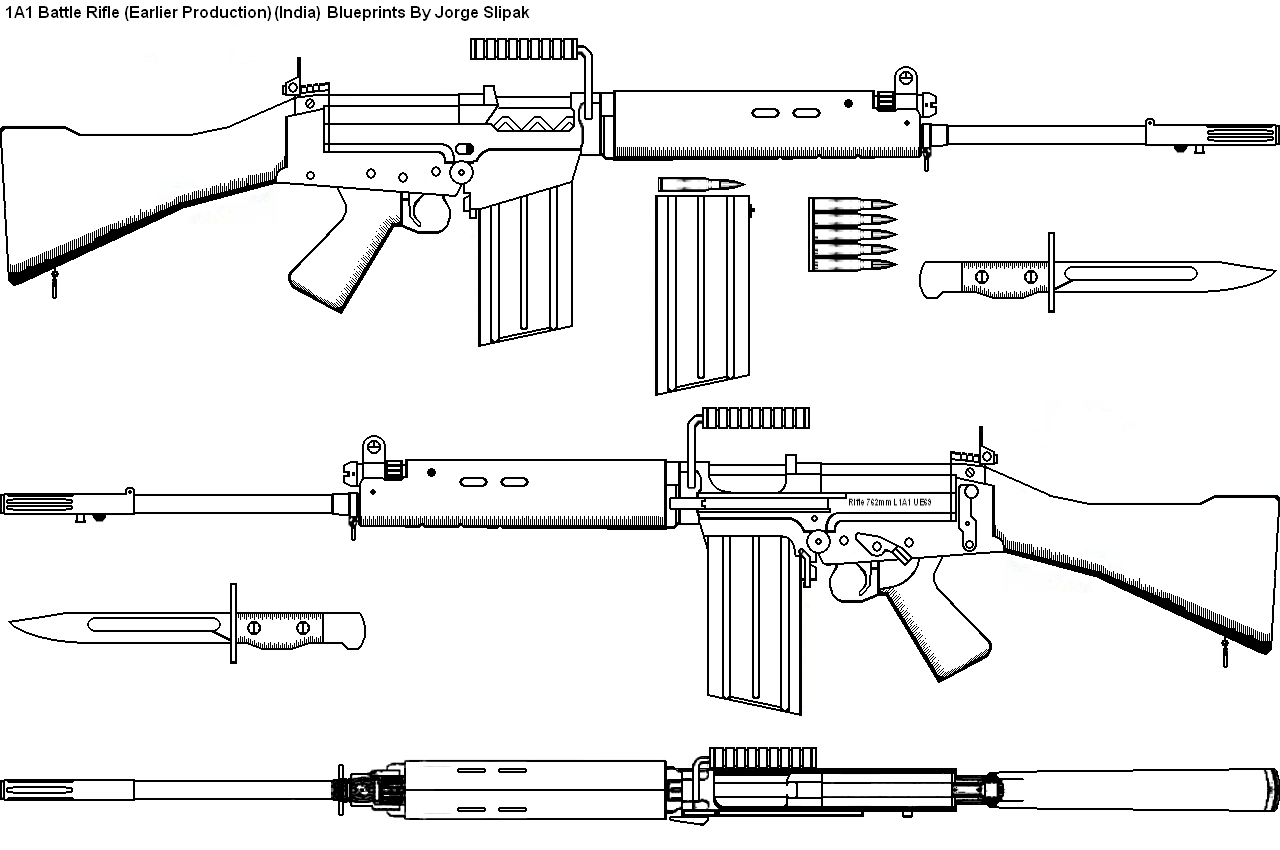
Vista em três ângulos do Ishapore 1A1, versão indiana do FN FAL.

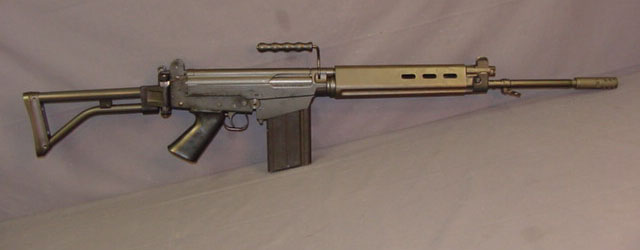
Variante FAL 50.61.

Dependendo da variante e do país de adoção, o FAL foi produzido apenas como semiautomático ou fogo seletivo (capaz de modos de disparo semiautomático e totalmente automático).

#### LAR 50.41 & 50.42

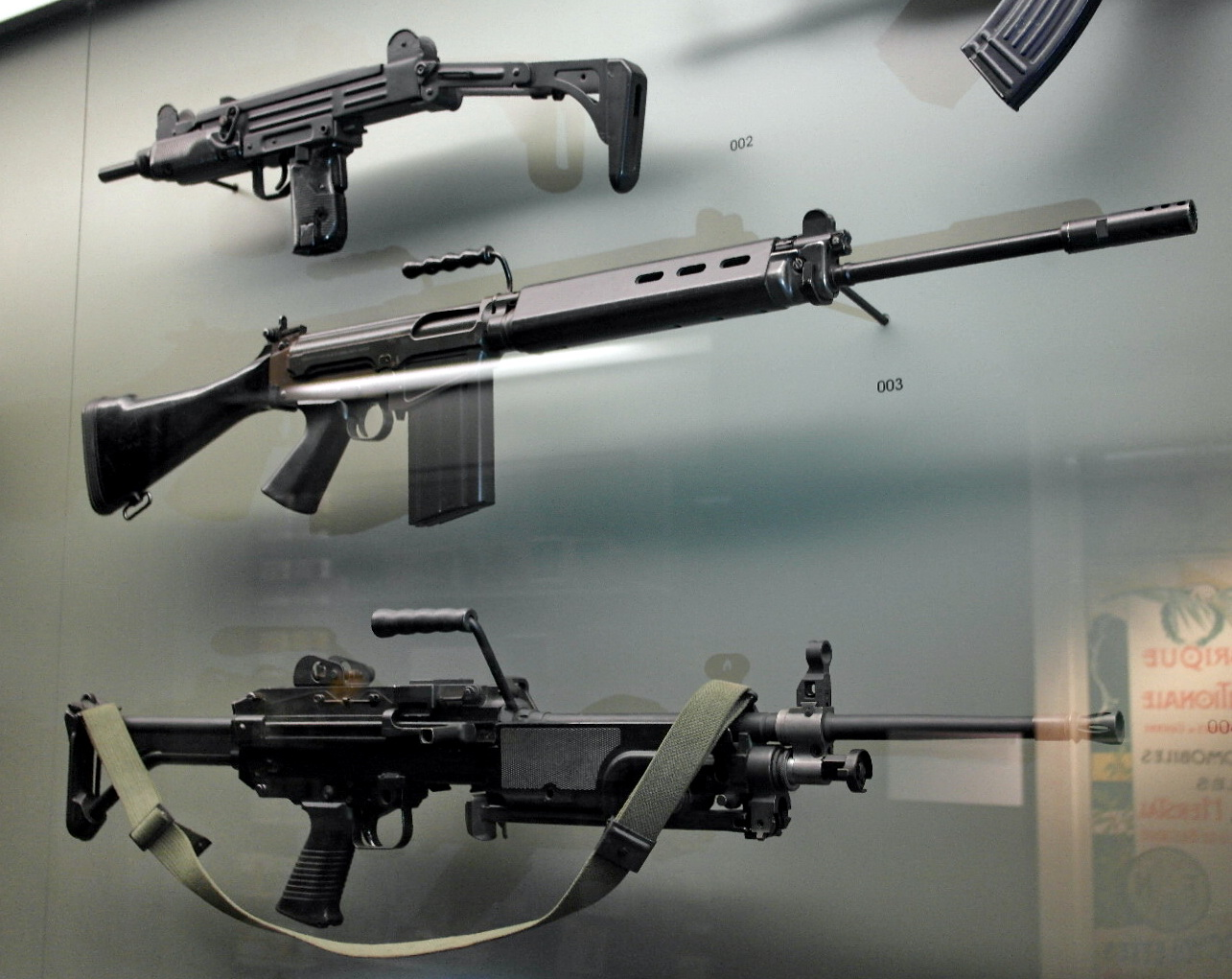
O FAL exposto entre a Uzi e a FN Minimi no Musée des Armes de Grand Curtius, em Liège, na Bélgica.

Também conhecido como FALO como abreviatura do francês Fusil Automatique Lourd;
- Cano pesado para fogo sustentado com carregador de 30 munições; designado como arma automática de esquadrão;
- Conhecido no Canadá como o C2A1, foi sua arma automática de esquadrão principal até que ele foi eliminado durante a década de 1980 em favor do C9, que tem melhor precisão e maior capacidade de munição do que o C2;
- Conhecido pelo Exército Australiano como o L2A1, foi substituído pelo FN Minimi. O FAL de L2A1 ou "cano pesado" foi usado por várias nações da Commonwealth.
- O 50.41 é equipado com um guarda-mão sintético, enquanto o guarda-mão 50.42 é feito de madeira.

#### FAL 50.61
- Coronha dobrável, comprimento padrão do cano de 533 mm.

#### FAL 50.62
- Coronha dobrável, cano de 458 mm (18 polegadas) mais curto, versão para paraquedistas e alça de carregamento dobrável.

#### FAL 50.63
- Coronha dobrável, cano menor de 436 mm (17,16 polegadas), versão para paraquedistas, alça de carga dobrável. Esta versão mais curta foi solicitada pelos paraquedistas belgas. O receptor superior não foi cortado para uma alça de transporte, o que permitiu que a coronha dobrável do fuzil transpassasse na entrada de um Fairchild C-119 Flying Boxcar.

#### FAL 50.64
- Coronha dobrável, comprimento padrão do cano de 533 mm. Receptor inferior de liga de alumínio "Hiduminium"

### Outras variantes da FN
- FN Universal Carbine (1947): Um protótipo FAL precoce em câmara para o cartucho 7,92×33mm Kurz. O cartucho Kurz de 7,92mm foi usada como espaço reservado para os futuros cartuchos de médio alcance sendo desenvolvidos pela Grã-Bretanha e os Estados Unidos na época.
- FAL .280 Experimental Automatic Carbine, Long Model (1951): Uma variante da FAL foi utilizada para o cartuho experimental .280 British [7,2×43mm]. Foi projetado para uma competição em Aberdeen Proving Grounds, Aberdeen, Maryland.
- FAL .280 Experimental Automatic Carbine, Short Model (1951): Uma versão bullpup do FAL em .280 British projetado para competir com os fuzis britânicos EM-1 e EM-2 bullpup. Também foi demonstrado nos testes Aberdeen Proving Grounds, mas nunca foi colocado em plena produção.

### Olin / Winchester FAL

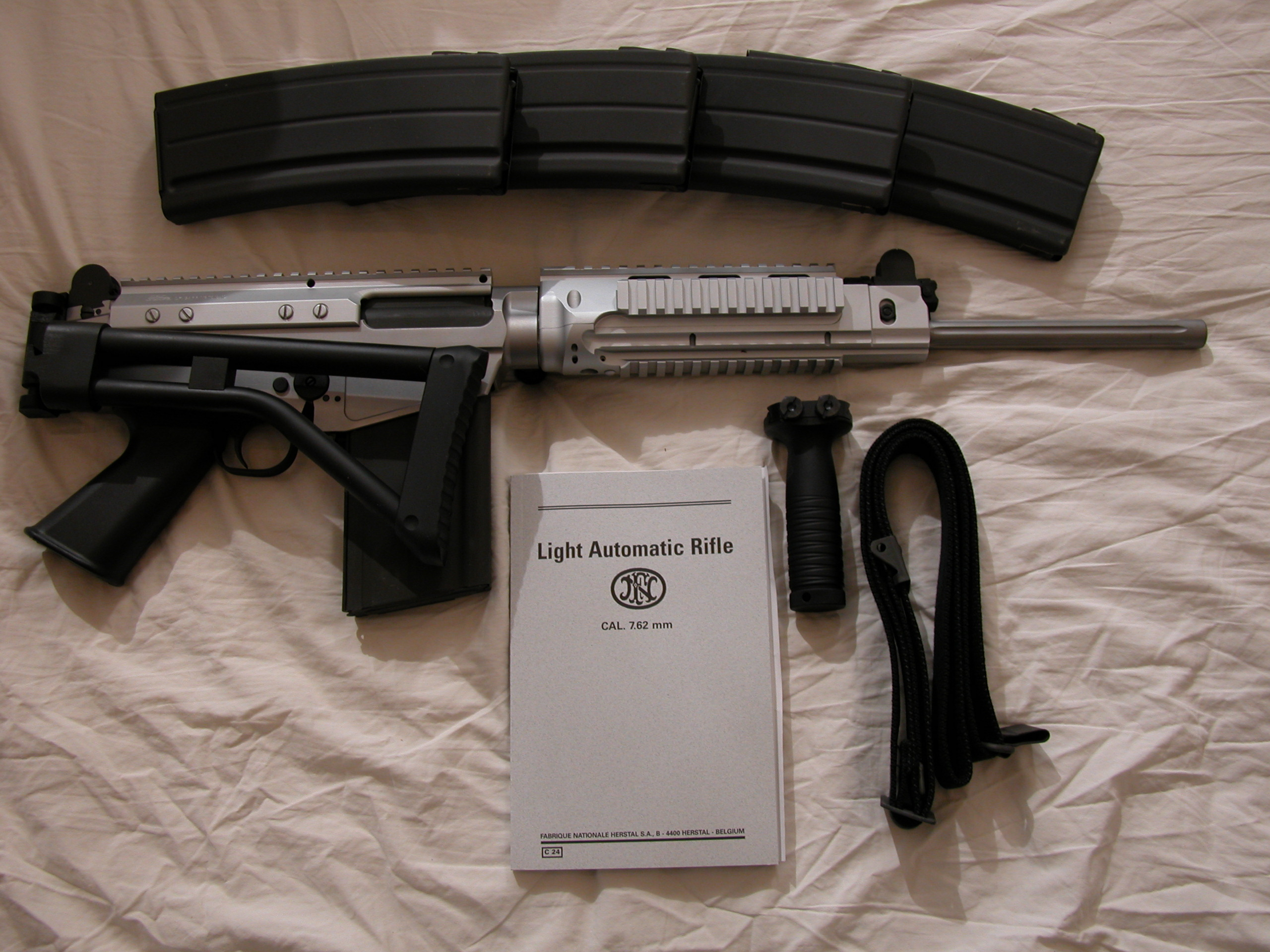
Um PARA-FAL modernizado.

Uma variante semiautomática de cano duplo em 5,56 mm, criado durante o Projeto SALVO. Esta arma foi projetada por Stefan Kenneth Janson, que anteriormente projetou a carabina EM-2

#### Armtech L1A1 SAS
A empresa holandesa Armtech construiu o L1A1 SAS, uma variante do L1A1 com um comprimento de cano de 290 mm. É semelhante às carabinas L1A1 de cano curto usadas pelas forças da ANZAC no Vietnã.

#### DSA FAL (DSA-58)
A empresa americana DSA (David Selvaggio Arms) fabrica uma cópia do FAL chamado DSA-58 que é feita com o mesmo equipamento de linha de produção Steyr-Daimler-Puch que o StG-58. Ele vem com um cano de 406 mm, 457 mm ou 533 mm. Tem em receptor inferior de liga de alumínio. Os modelos civis são semiautomáticos, mas os clientes militares e policiais podem adquirir modelos de fogo seletivo. O DSA-58 pode usar qualquer carregador FAL de medição métrica, com capacidade de 5, 10, 20 ou 30 munições.
- O DSA-58 OSW (Operational Specialist Weapon) é a versão "para". Vem com coronha rebatível de polímero e cano de 279 mm ou 330 mm.
- O DSA-58 CTC (Compact Tactical Carbine) versão carabina.

## Produção e uso militar
O FAL foi usado em mais de 90 países e mais de 7 milhões de unidades foram produzidos O FAL foi originalmente feito na Fabrique Nationale de Herstal (FN) em Liège, na Bélgica, mas foi produzido sob licença em mais de quinze países. Em agosto de 2006, ainda estava sendo produzido por mais de quatro empresas.
O FAL de dimensão métrica padrão foi fabricado na África do Sul (onde era conhecido como R1), Brasil, Israel, Áustria e Argentina. Tanto o L1A1 SLR quanto a FAL também foram produzidos sem licença pela Índia. A variante indiana não licenciada, a Ishapore 1A1, era baseada no L1A1 SLR, versão britânica do FN FAL.
O México montou componentes fabricados pela FN em fuzis completos em seu arsenal nacional na Cidade do México. O FAL também foi exportado para muitos outros países, como a Venezuela, onde uma indústria de armas pequenas produz algumas variantes basicamente inalteradas, além de munição. Pelos padrões modernos, uma desvantagem do FAL é a quantidade de trabalho necessária para a usinagem do complexo receptor e ferrolho. Alguns teorizaram que o movimento do mecanismo do ferrolho basculante tende a retornar de maneira diferente a cada tiro, afetando a precisão inerente da arma, mas isso provou ser falso. O receptor do FAL é usinado, enquanto a maioria dos outros fuzis militares modernos usa técnicas mais rápidas de estampagem ou fundição. Os FAL modernos têm muitas melhorias em relação aos produzidos pela FN e outros em meados do século XX.

Países usuários do FN FAL:
Usuários.
Ex-usuários.

### África do Sul

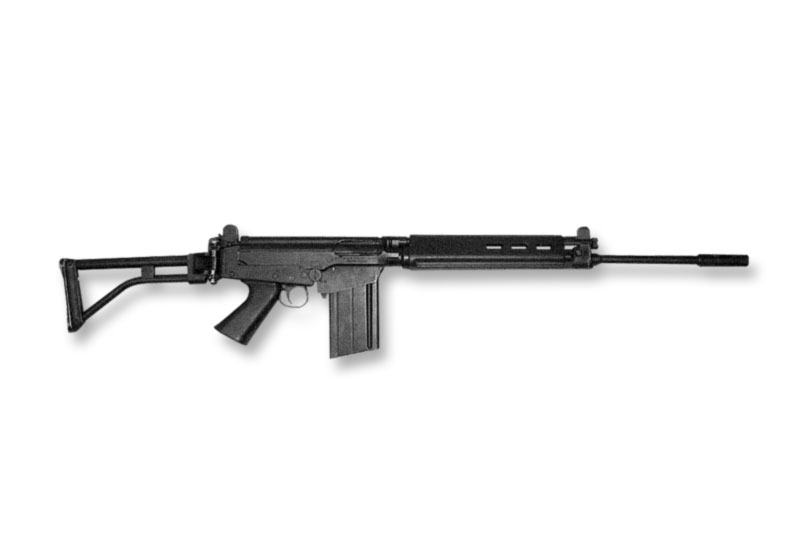
Fuzil R1 da Força de Defesa da África do Sul.

O FAL foi produzido sob licença na África do Sul pela Lyttleton Engineering Works, onde é conhecido como R1. Depois de uma competição entre o fuzil alemão HK G3, o ArmaLite AR-10 americano e o FN FAL, a Força de Defesa da África do Sul adotou três variantes principais do FAL: um fuzil padrão com a designação R1, uma variante PARA-FAL do FN FAL 50.64 com coronha dobrável, fabricado localmente sob a designação R2, e um modelo concebido para uso policial, e disparando apenas em fogo semi-automático, sob a designação R3.
O primeiro fuzil produzido na África do Sul, com número de série 200001, foi apresentado ao então primeiro-ministro, Dr. Hendrik Verwoerd, pela Armscor e agora está em exibição no Museu Nacional de História Militar da África do Sul em Joanesburgo. Várias outras variantes do R1 foram construídas: o fuzil-metralhador R1 HB, que tinha um cano pesado e bipé, o R1 Sniper, feito para o tiro de precisão e podia ser equipado com uma luneta e o R1 Para Carbine, que usava uma mira IR de ponto único e tinha um cano mais curto.
R1 foi padrão na SADF até a introdução do R4 no início de 1980, uma versão sob licença do Galil israelense. Sob patrocínio da ONU, foi montada a Operação Mouflon, cujo objetivo declarado era destruir todas as armas excedentes, redundantes, obsoletas e confiscadas na posse do SANDF. Com base nas informações fornecidas, um total de 271.867 armas foram identificadas para destruição e até a conclusão da operação em maio de 2001, 262.667 armas foram destruídas. O planejamento inicial da Operação Mouflon concentrou-se na destruição dos fuzis R1 excedentes. Posteriormente, foi tomada a decisão de expandir o esforço para incluir outras armas redundantes, excedentes ou confiscadas até o calibre de 12,7mm. A quase totalidade desses fuzis R1 foram destruídos, mantendo-se apenas 5 mil (4.000 úteis e 1.000 sobressalentes) para fins de treinamento geral e para uso da Marinha Sul-Africana, que ainda usa o R1 como arma de serviço. O pedido de um dos depósitos para guardar alguns fuzis R1 para fazer “troféus” para aqueles que trabalharam na Operação Mouflon foi negado. A Operação Mouflon foi a maior destruição de armas portáteis excedentes de posse do Estado na África subsaariana.

### Alemanha

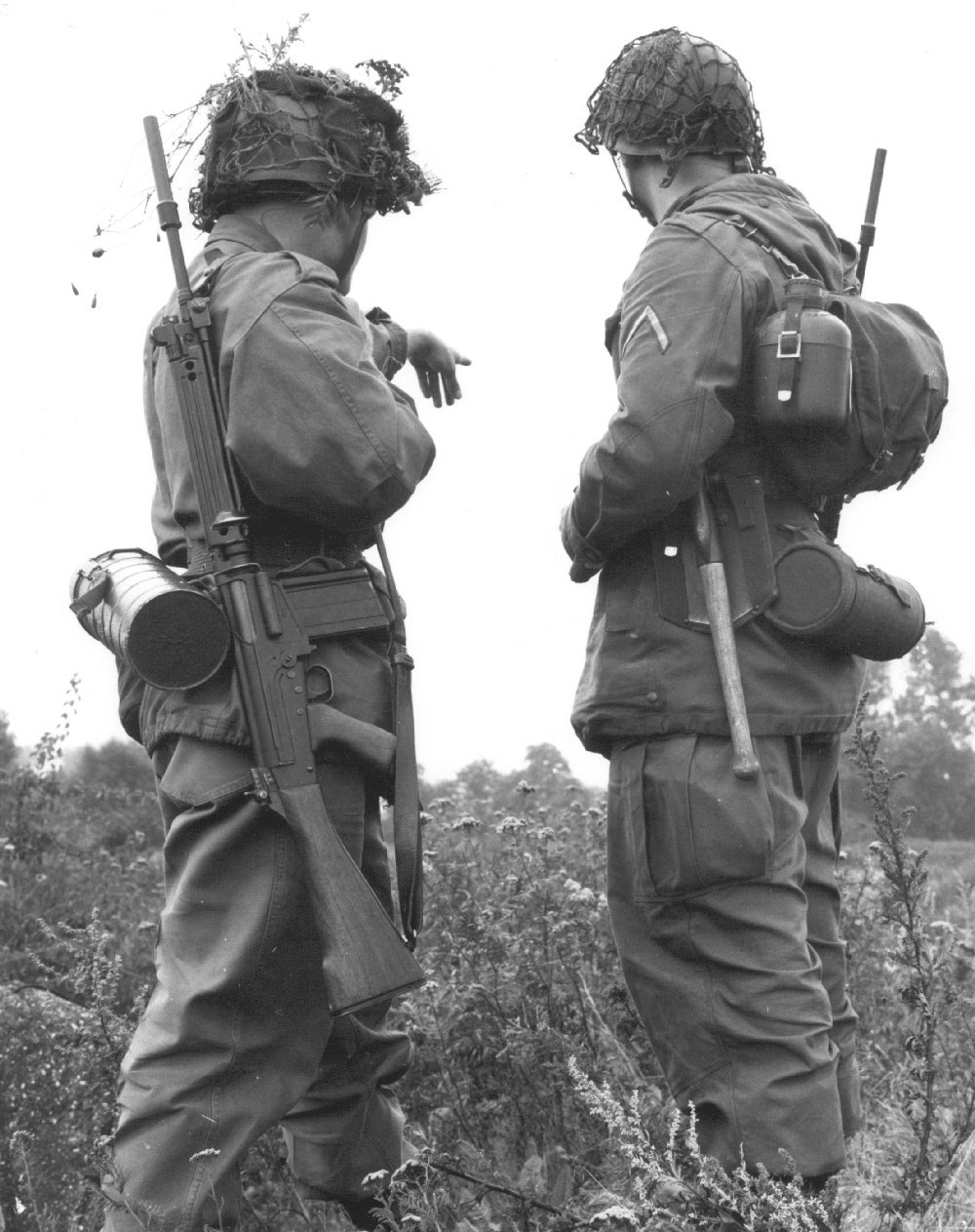
Dois cadetes alemães-ocidentais em um exercício conjunto em 1960. A Alemanha Ocidental usou o FN FAL designado como G1.

Os primeiros fuzis FAL alemães vieram de um pedido feito no final de 1955 ou início de 1956, para vários milhares de modelos FN FAL então chamados "Canadá" com armações de madeira e o quebra-chamas forcado. Essas armas foram destinadas ao Bundesgrenzschutz (BGS, guarda de fronteira) e não ao recém-formado Bundeswehr (forças armadas), que na época usava fuzis M1 Garand e carabinas M1/M2. Em novembro de 1956, no entanto, a Alemanha Ocidental encomendou 100.000 fuzis FAL adicionais para o exército, designados como G1 ("Gewehr", significando fuzil). A FN fabricou os fuzis entre abril de 1957 e maio de 1958. As modificações do usuário do G1 incluíam guarda-mão de metal leve e um bipé dobrável integral, semelhante à versão austríaca. Nem a Alemanha e nem a Áustria adotaram o FAL de cano pesado, em vez disso, usaram o MG3 (o MG42 modernizado em 7,62x51mm) como sua metralhadora de uso geral (GPMG).

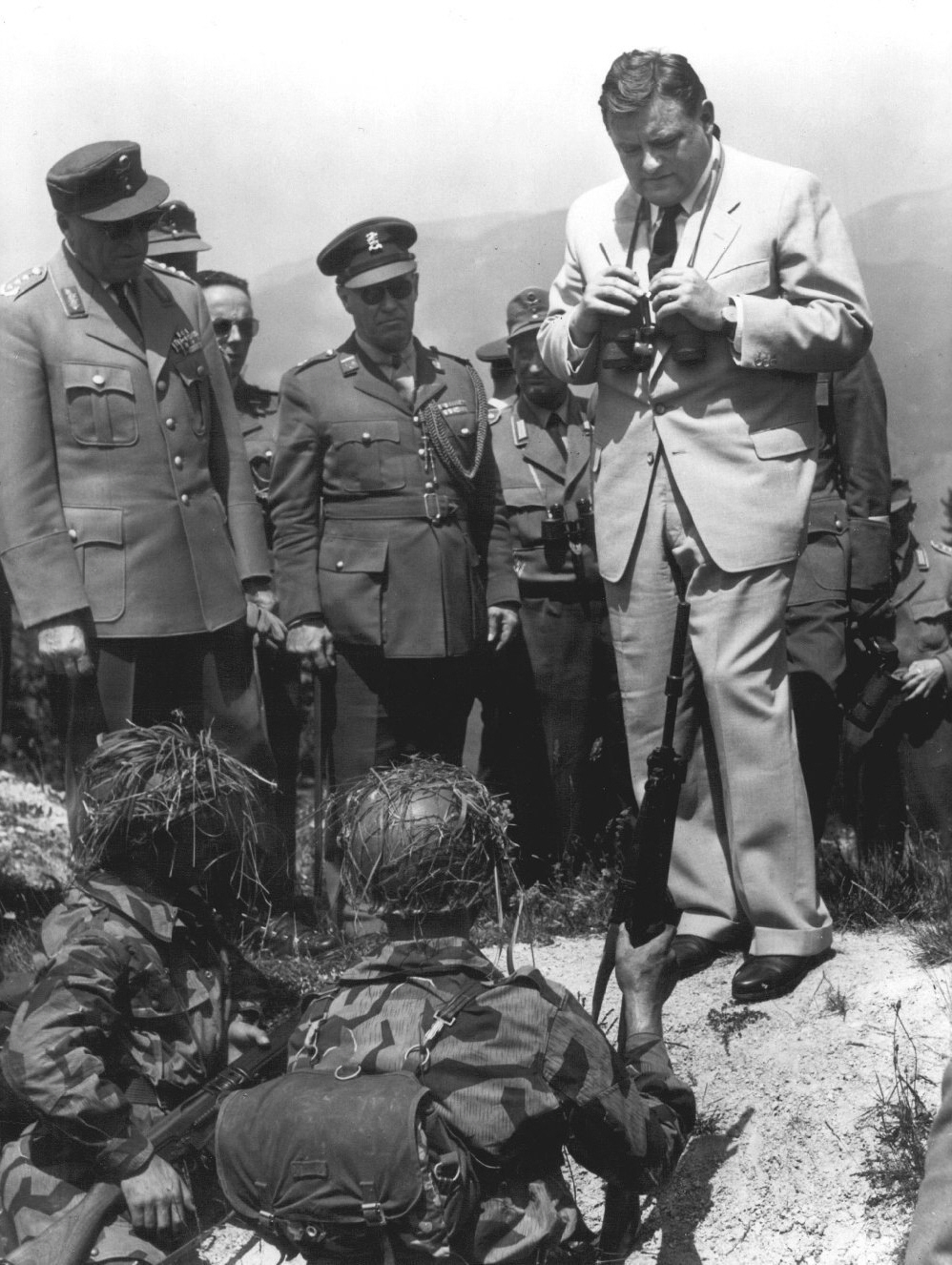
Soldados armados com o G1 conversando com o Dr. Franz-Josef Strauss, o Ministro Federal da Defesa, durante um exercício de campo na Alemanha Ocidental, 1960.

Os alemães ficaram satisfeitos com o FAL e desejavam produzi-lo sob licença. Os belgas, porém, recusaram. Estando sujeitos a duas ocupações alemãs no espaço de duas gerações (1914–1918 e 1940–1945), os belgas insistiram que os alemães comprassem apenas fuzis FAL fabricados pela FN. Sob a ocupação alemã durante a Segunda Guerra Mundial, a FN foi assumida pelo grande fabricante alemão de armas Deutsche Waffen- und Munitionsfabriken (DWM), seus diretores presos e as linhas de montagem operadas por trabalho escravo, depois que apenas 10% dos trabalhadores da fábrica belga compareceram quando ordenados a fazê-lo. Após o desembarque na Normandia, os alemães despojaram as fábricas da FN de tudo o que era útil e enviaram de volta para suplementar as indústrias alemãs, destruindo o que não podiam carregar. A FN tentou recuperar suas perdas imediatamente após a libertação, perto do final de 1944, recondicionando armas aliadas e produzindo peças sobressalentes baratas e de fácil produção, tais como lagartas de tanques. Para piorar, os alemães tentaram destruir a fábrica da FN com bombas voadoras V1, conseguindo dois acertos diretos. As memórias da ocupação nazista ainda estavam muito frescas em 1956.
Com base em considerações políticas e econômicas, mas também no orgulho nacional, os alemães miraram em uma arma que pudessem produzir internamente e voltaram suas atenções para o fuzil espanhol CETME Modelo 58. Trabalhando com os alemães, os espanhóis adotaram o cartucho 7,62x51mm OTAN e uma versão ligeiramente modificada do CETME passou a ser fabricada na Alemanha Ocidental pela Heckler & Koch (H&K) como o G3, iniciando a produção em 1959. O G3 tornar-se-ia o segundo fuzil de batalha mais popular no Mundo Livre, "usado por cerca de 50 nações e fabricado sob licença em uma dúzia". Sem o G3, o FAL poderia ter dominado completamente as forças armadas do Ocidente durante a Guerra Fria.
O G1 apresentava um guarda-mão de metal prensado idêntico ao usado no StG 58 austríaco, assim como os modelos FAL holandeses e gregos, sendo um pouco mais fino que o guarda-mão padrão de madeira ou plástico, e apresentando linhas horizontais percorrendo quase todo o seu comprimento. Os G1 também foram equipados com um quebra-chamas exclusivo de forca removível, acrescentando outra distinção externa. Digno de nota é o fato de que o G1 foi a primeira variante do FAL com miras mais baixas, de 3mm, especificamente solicitadas pela Alemanha; as versões anteriores vinham com miras mais altas do tipo da Commonwealth também vistas em modelos israelenses. O FAL alemão teve acesso às lunetas Hensoldt Optische Werk da série F de alta qualidade com óptica equivalente à Zeiss; tendo ampliação de 4x, com uma lente objetiva de 24mm (0,94 pol.).
A maioria dos fuzis G1 alemães foram vendidos como excedentes para o Exército Turco em meados da década de 1960, e alguns G1 chegaram à Rodésia e Portugal.

### Argentina

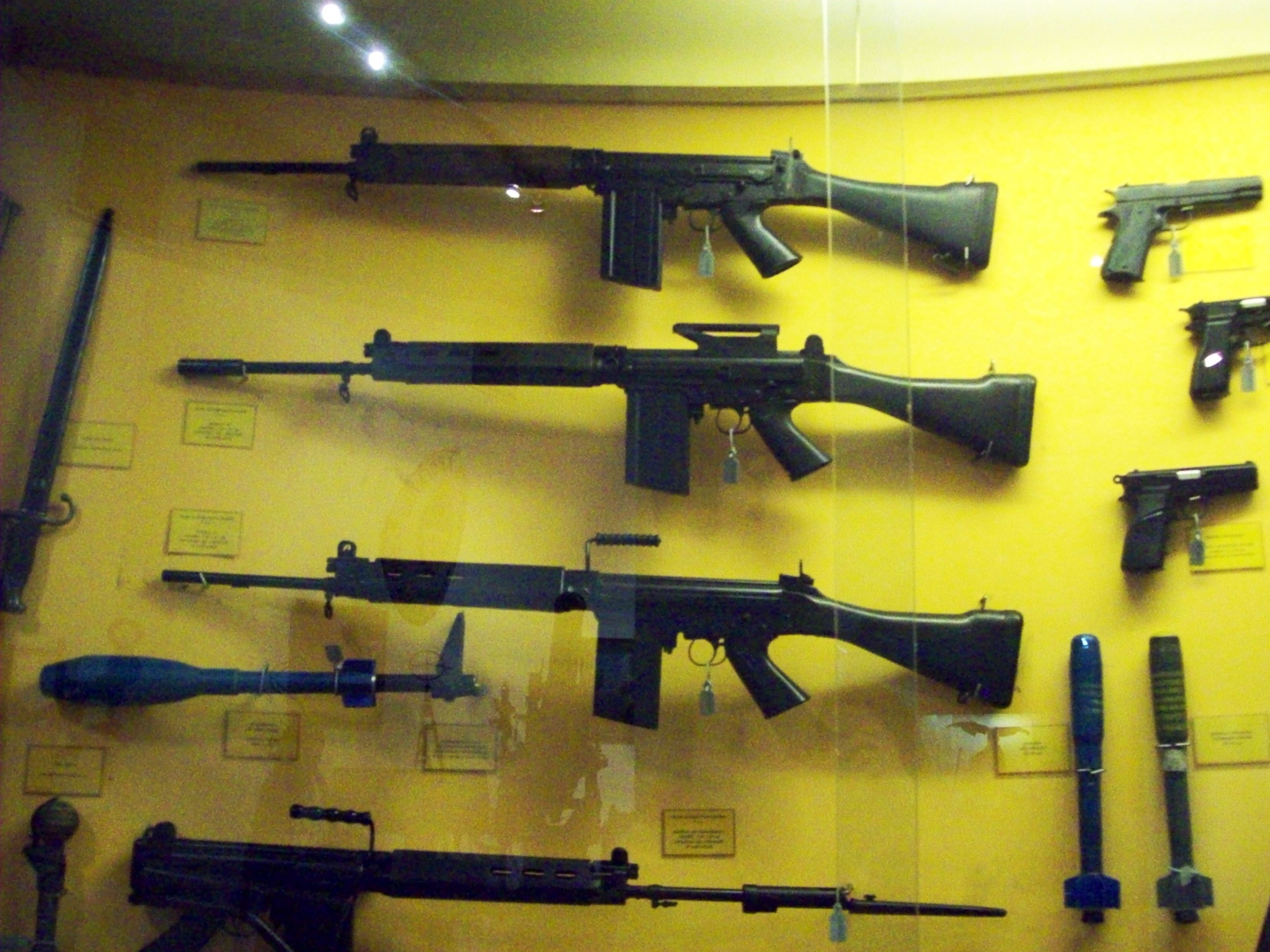
Fuzis FAL no Museo de Armas de la Nación, em Buenos Aires.

As Forças Armadas da Argentina adotaram oficialmente o FN FAL em 1955 e começaram negociações com a FN para produzi-lo sob licença. No entanto, devido ao caos político que seguiu-se à derrubada do presidente General Juan Péron, no mês de novembro daquele ano, atrasaram o licenciamento até 1958; com fuzis fabricados na FN chegando ao país apenas no final daquele ano. Posteriormente, em 1960, a produção licenciada do FAL começou e continuou até meados da década de 1990, quando a produção cessou.

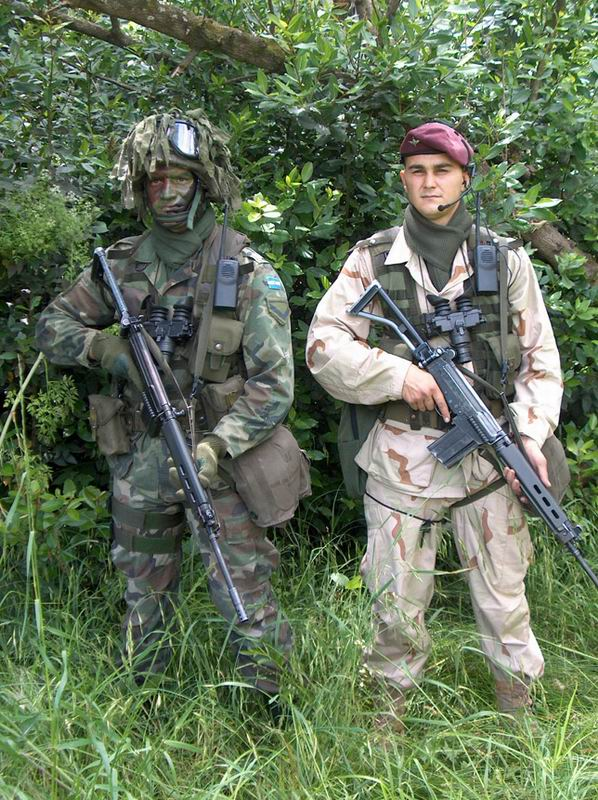
Soldados argentinos com fuzis FAL.

O FAL argentino foi produzidos pelo arsenal estatal Fabricaciones Militares (FM) na Fábrica Militar de Armas Portáteis "Domingo Matheu" (FMAP "DM") em Rosário. Manteve-se a sigla "FAL", com tradução para "Fusil Automático Liviano", produzindo-se o fuzil na versão padrão e em dois modelos "Para" de coronha dobrável; um deles com a coronha padrão de 533mm e o outro, para tropas especiais, com 436mm. A versão de cano pesado de fuzil-metralhador FN 50.41 foi designada Fusil Automático Pesado (FAP). Os fuzis eram geralmente conhecidos como FM FAL, pela marca "Fabricaciones Militares". Estima-se que 15% dos fuzis no arsenal argentino foram fabricados na Bélgica, com cerca de 150 mil fuzis FAL fabricados sob licença pela Dirección General de Fabricaciones Militares (DGFM).

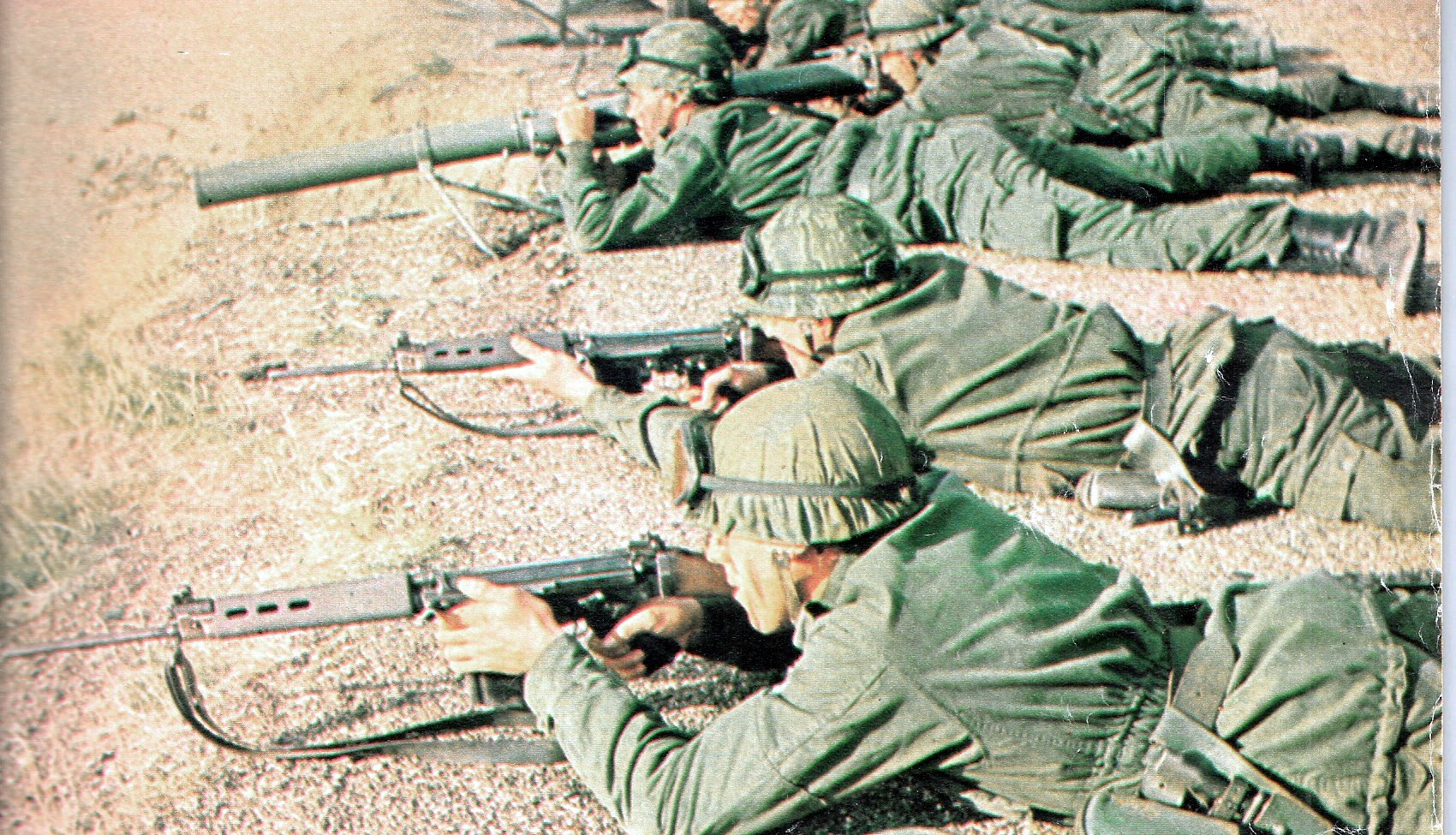
Argentinos armados com o FAL durante a Guerra das Malvinas.

O FAL argentino viu ação durante a Guerra das Malvinas (Falklands-Malvinas / Guerra do Atlântico Sul) e diferentes operações de manutenção da paz, como no Chipre e na ex-Iugoslávia. Além disso, os fuzis FAL fabricados em Rosário foram exportados para a Bolívia (em 1971), Colômbia, Honduras, Peru e Uruguai. A Agência Central de Inteligência dos EUA (CIA) secretamente comprou vários milhares de fuzis FAL argentinos em 1981, que foram fornecidos ao grupo rebelde nicaraguense Contras durante a guerra civil naquele país. Desde então, esses fuzis apareceram na América Central em uso com outras organizações. No governo de Carlos Menem, fuzis FAL argentinos foram vendidos ilegalmente à Croácia durante a Guerra Civil Iugoslava. O FAL argentino novamente se viu envolvido em um escândalo de contrabando quando, em 2007, a então Ministra da Defesa Nilda Garré foi questionada sobre os preços de fuzis FAL. Ela respondeu simplesmente "Eu nem sei o que é FAL ou FAP". Fuzis FAL argentinos também foram subtraídos de quartéis, tanto vendidos pelos próprios militares quanto roubados, e vendidos a grupos criminosos no Brasil. No período de 2010 a 2011, mais de 400 armas foram subtraídas do exército e força aérea argentinas, incluindo 154 fuzis FAL.

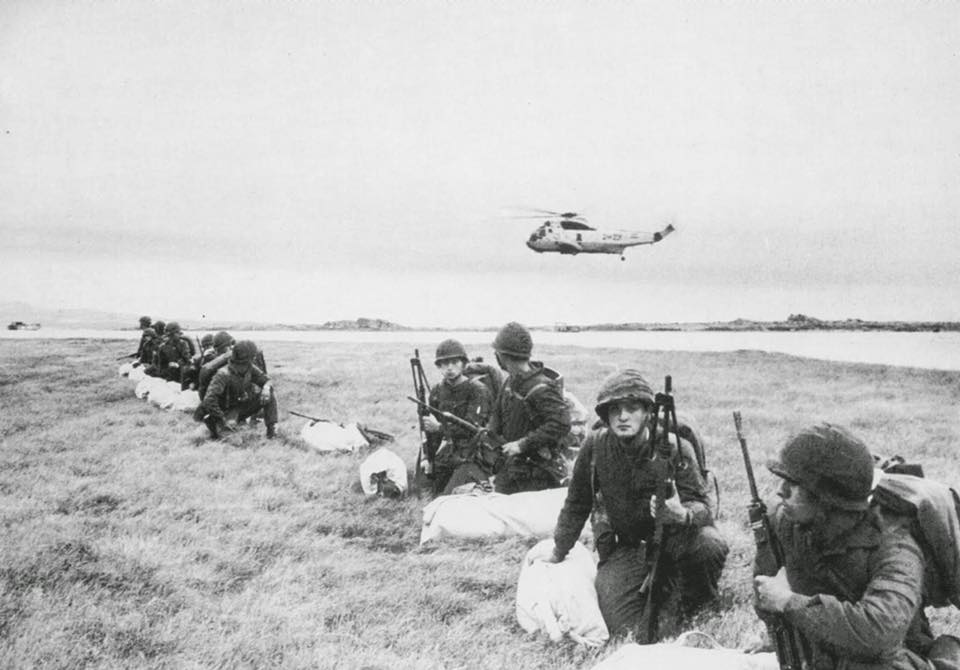
Fuzileiros navais argentinos armados de FAL e FAP durante a Operação Rosário, a invasão das ilhas Falklands em 2 de abril de 1982.

O Corpo de Fuzileiros Navais da Argentina (IMARA), um ramo da Armada Argentina, substituiu o FN/FM FAL nas unidades de linha de frente, adotando o M16A2 dos EUA. O Exército Argentino expressou seu desejo de adquirir pelo menos 1.500 novos fuzis na munição SS109 de 5,56×45mm OTAN, M855 (.223 Remington), para uso principalmente por suas tropas de manutenção da paz em destacamentos no exterior.

A versão do FALMP III no cartucho 5,56×45mm NATO foi desenvolvida no início dos anos 80. Usava carregadores do tipo M16, mas uma versão chamada FALMP III 5,56mm Tipo 2 usava carregadores Steyr AUG. O FARA 83 (Fusil Automático República Argentina) deveria substituir os fuzis FAL dos militares argentinos. O projeto copiou recursos FAL, como o sistema de gás e a coronha dobrável. Parece ter sido também influenciado, até certo ponto, por outras carabinas (Beretta AR70 / 223, M16 e o Galil). Uma quantidade estimada entre 2.500 e 3.000 exemplares foi produzida para testes em campo, mas os cortes nos gastos militares mataram o projeto em meados da década de 1980.

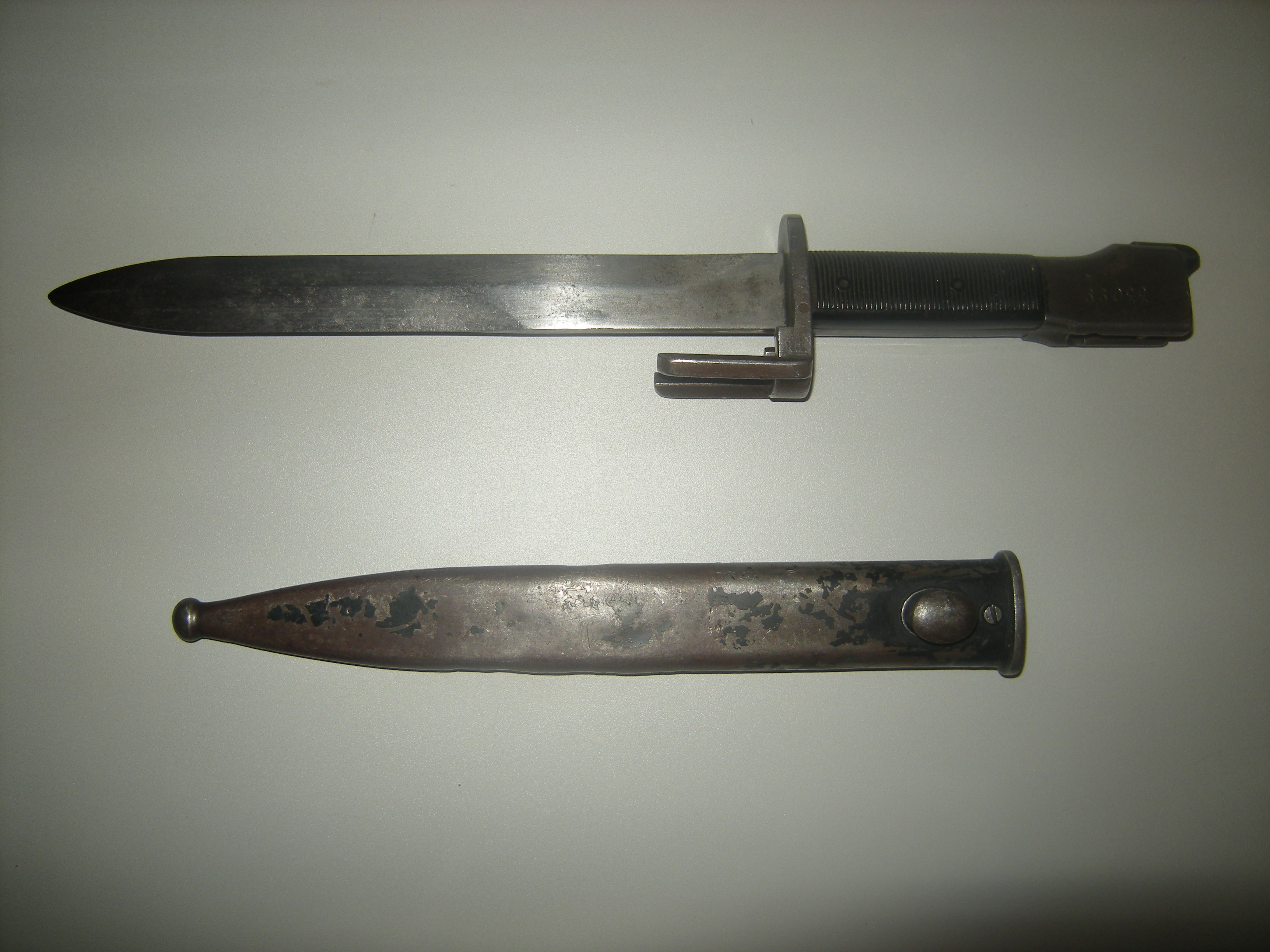
Baioneta do FAL argentina do Tipo A inicial, com mola de "recuo livre" e quebra-chamas integral.

Havia também uma versão Arma semiautomática, a FSL, destinada ao mercado civil. As mudanças na legislação em 1995 (a promulgação do Decreto Presidencial nº 64/95) impuseram uma proibição de fato das "armas de assalto semiautomáticas". Hoje, pode levar até dois anos para obter uma permissão para a propriedade de um FSL. O FSL foi oferecido com coronhas fixas ou dobráveis.[carece de fontes?] Em 2010, foi aprovado um projeto para modernizar todos os FAL existentes e produzir um número desconhecido deles. Este projeto foi chamado de FAL M5.[carece de fontes?]
Atualmente, esses fuzis estão sendo modernizados para um novo padrão, o FAL M5 (ou FAL V). Este usa peças de polímero para reduzir o peso, possuindo trilhos Picatinny e suportes ópticos para transporte de acessórios, criando assim as seguintes variantes:
- FAMTD: Fusil Argentino Modelo Tirador Destacado - Cañón Pesado. Versão de tiro de Caçador.
- FAMTD: Fusil Argentino Modelo Tirador Destacado - Cañón Liviano  Versão de tiro de Caçador com cano leve.
- FAMA: Fusil Argentino Modelo Asalto. Versão em 7,62x51mm.
- FAMCa: Fusil Argentino Modelo Carabina. Versão carabina.

### Áustria

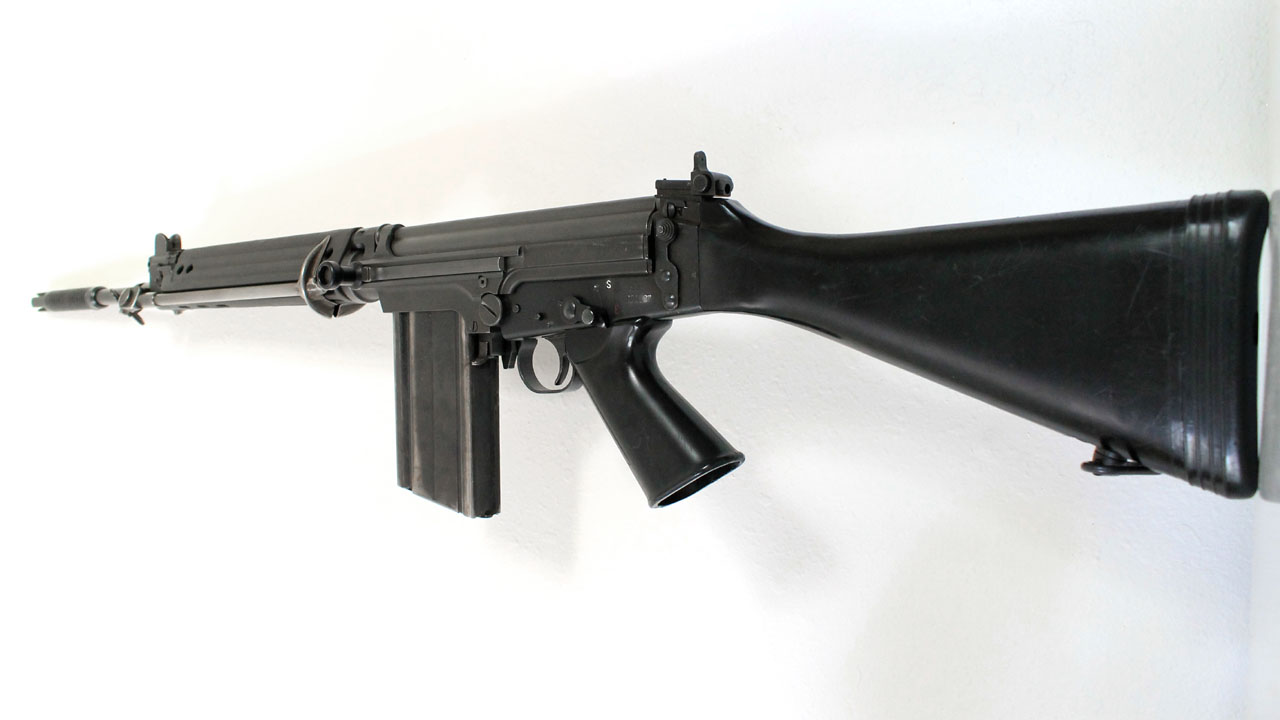
StG 58 com o receptor Tipo I da DSA. O bipé integral dobrado no guarda-mão é visível, assim como o quebra-chamas de quatro pontas.

O Österreichs Bundesheer ("Exército Federal da Áustria") adotou o FAL com a designação Sturmgewehr 58 (StG 58), "Fuzil de assalto de 1958", com uma encomenda inicial de 20 mil fuzis produzidos pela FN, segundo as suas especificações, em 1958. Em seguida, a Áustria assinou um contrato de produção sob licença pela Steyr-Daimler-Puch, com a produção na sua fábrica da Steyr. O StG 58 é um dos favoritos dos atiradores civis e é muito similar ao G1 alemão.
Seguindo as especificação do Exército Austríaco, o StG 58 é equipado com guarda-mão de metal leve, estriado. O guarda-mão possui um bipé integral que pode ser dobrado, sendo acomodado em dois espaços na parte inferior do guarda-mão para quando não estiver em uso. A escolha de placas de metal para diminuir o peso do fuzil afeta a mão do atirador, pois o guarda-mão fica quente rapidamente durante disparos prolongados. Este foco na diminuição do peso também definiu a substituição da armação de madeira por plástico na soleira da coronha, empunhadura de pistola e alça de transporte. Ainda assim, o StG 58 é um fuzil pesado mesmo para os padrões do FAL, com um peso descarregado de 4,5kg; subindo para 5,15kg carregado.
A característica mais marcante do StG 58 é o seu quebra-chamas exclusivo. Além de servir como quebra-chamas, seu desenho estriado e diâmetro de 22mm permite o disparo de granadas de fuzil sem a necessidade de modificações ou de bocal adaptador. A boca do quebra-chamas de quatro pontas também pode ser usado como cortador de arame farpado. A Áustria nunca adotou uma baioneta para o StG 58. No artigo Austria's FAL: The StG 58, para a revista americana Shotgun News, o escritor David Frontier questionou um coronel austríaco sobre a ausência de baioneta e obteve a seguinte resposta: "Peça a um amigo que o cutuque no peito o mais forte que puder com o lançador de granadas e veja se você gosta."
O StG 58 foi substituído pelo fuzil Steyr AUG em 1977, designado StG 77. Este fuzil de assalto de criação austríaca tem um desenho bullpup, onde as peças móveis ficam à retaguarda da empunhadura, com o carregador alojado na coronha. O AUG é calibrado em 5,56×45mm OTAN e, devido ao alcance e poder de impacto do 7,62mm, os Jagdkommando das forças especiais austríacas mantiveram o StG 58 até a metade dos anos 1990; quase duas décadas após a sua substituição.

### Brasil

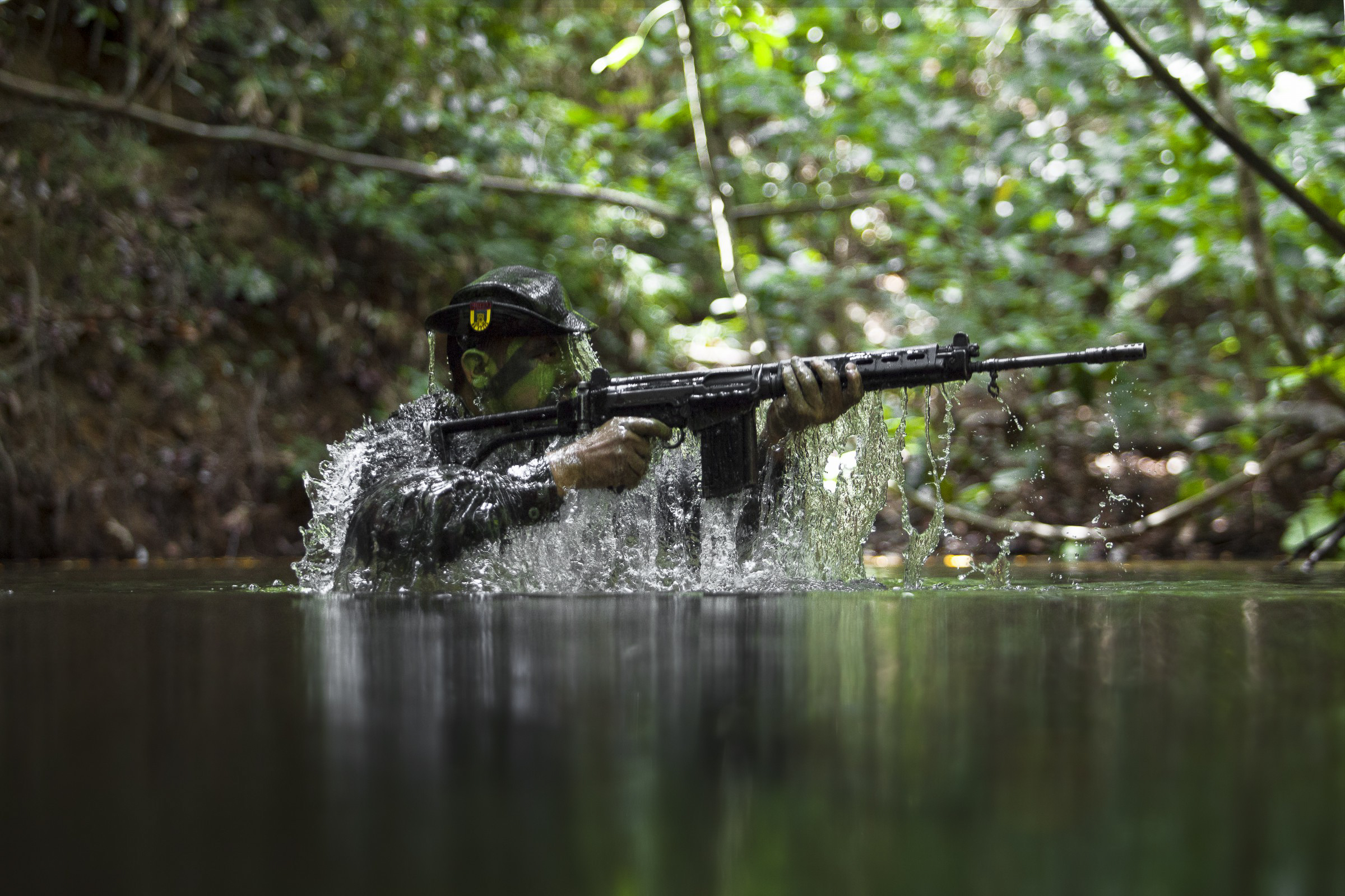
Guerreiro de selva brasileiro emerge da água com o seu fuzil FAL.

O Brasil é um dos maiores usuários do FAL, e desde cedo se mostrou muito satisfeito com o fuzil belga; usando a nomenclatura traduzida de Fuzil Automático Leve (FAL). A versão fuzil-metralhador de cano pesado foi designada Fuzil Automático Pesado (FAP). Os primeiros fuzis FAL foram adquiridos pelo Exército Brasileiro em 1964, com a designação M964 por conta do ano, e sendo recebidos em 1965. A sua primeira ação foi imediatamente após o recebimento dos fuzis por conta da crise na República Dominicana; onde o Brasil liderou a Brigada Latino-Americana da Força Interamericana de Paz (FIP). Os militares do 1º Batalhão do Regimento Escola de Infantaria (I/REsI, "Primeiro do Rei") receberam o fuzil já durante o processo de embarque e treinaram com os novos fuzis em regime acelerado. A preparação levou uma semana, iniciando em 19 de maio e terminando no dia 26, com o embarque já iniciando no dia 22. O ciclo de treinamento dos recrutas do serviço militar obrigatório ainda não havia sido completado, então o foco de treinamento foi dado na instrução de armamento e tiro para absorver os novíssimos fuzis FAL. As armas foram desencaixotadas, conferidas e limpas, para a remoção da graxa de proteção, sendo então distribuídas à tropa. Os oficiais e sargentos precisaram estudar os manuais de modo a imediatamente instruírem a tropa. À medida que os homens recebiam as armas, eles eram conduzidos ao estande de tiro "onde a febril atividade de treinamento iniciava-se aos primeiros albores da manhã e estendia-se até a noite, a fim de permitir que todos estivessem qualificados no novo armamento por ocasião do embarque".

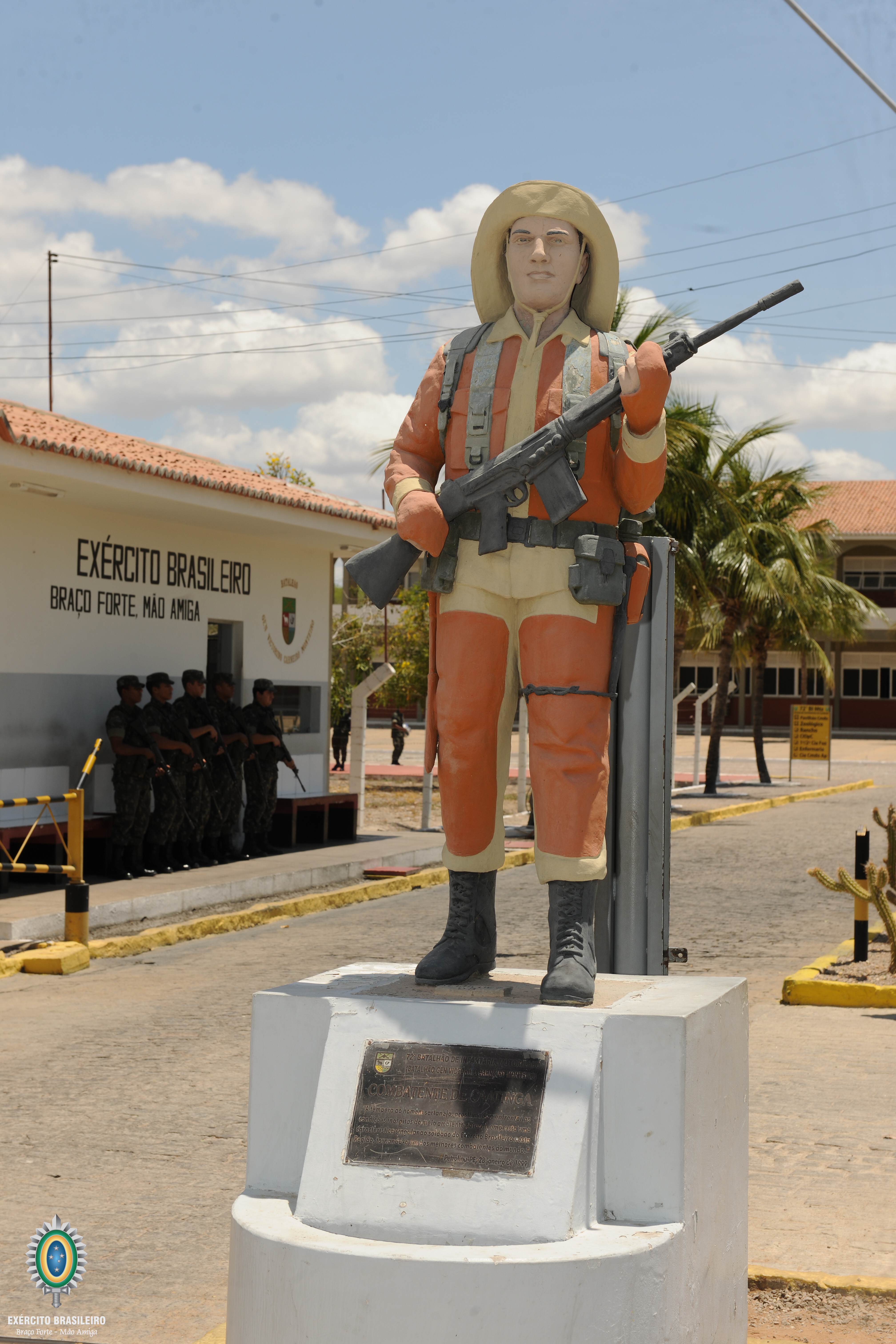
Estátua de um guerreiro da caatinga armado com um fuzil FAL.

Em São Domingos, os militares do exército atuaram ao lado dos fuzileiros navais brasileiros, estes armados com o fuzil semiautomático FN49; também projetado por Dieudonné Saive. O Grupamento Operativo de Fuzileiros Navais ancorou o 2º batalhão da Brigada Latino Americana, chamado Batalhão Fraternidade, junto aos hondurenhos, nicaraguenses, costa-riquenhos e paraguaios sob o comando do Capitão-de-Corveta (FN) Paulo Reis. O contingente paraguaio, chegado em 26 de junho de 1965 e compondo uma companhia de fuzileiros, era também armado com o FN FAL.
O Brasil iniciou uma produção sob licença do FAL na Fábrica de Armas de Itajubá, uma das muitas subsidiárias da Indústria de Material Bélico do Brasil (IMBEL). As peças produzidas em Itajubá são gravadas com o selo da IMBEL. Quatro versões foram produzidas:
- O fuzil padrão de coronha fixa, com tiro seletivo (M964) ou apenas semiautomático (M964 MD2);
- Versão carabina de cano menor, nas mesmas opções de tiro (M964 MD1 e M964 MD3, respectivamente);
- Versão de coronha dobrável "Para" e mesmo sistema de tiro, M964A1 e M964A1 MD2 respectivamente;
- Versão "Para" de cano curto e mesmo sistema de tiro, M964A1 MD1 e M964A1 MD3 respectivamente.

A IMBEL também fabricou um modelo adaptado do FAL em calibre .22LR para treinamento militar, apelidado "Falbina", e fuzil de ar comprimido Rossi EB-79/FAC calibrado em 4,5mm.
O Corpo de Fuzileiros Navais adotou o fuzil M16A2, em calibre 5,56mm, em pequenas quantidades para a Divisão Anfíbia e o Batalhão de Operações Ribeirinhas (BtlOpRib), mantendo o FAL em serviço nas demais unidades, especialmente nos Grupamentos. O Batalhão Tonelero, assim como o OpRib, também adotaram carabinas M4 em lugar dos fuzis PARA-FAL.
Os receptores da IMBEL são conhecidos por sua qualidade e tornaram-se o padrão para firmas norte-americanas e armeiros na montagem de fuzis FAL completos para o público de atiradores particulares. Estima-se que cerca de 250.000 fuzis FAL M964 foram produzidos antes do início da produção da série de fuzis MD, no início da década de 1980; basicamente um FAL remodelado para disparar o calibre 5,56x45mm OTAN. As versões MD-2, de coronha dobrável, e MD-3 foram adotadas em 1985 e permanecem em serviço. A série MD não suplantou o FAL e uma nova tentativa da IMBEL gerou o fuzil IA2, também baseado no FAL e que foi testado pelas Forças Armadas Brasileiras à partir de 2013. A IMBEL entregou o primeiro lote de 50 fuzis ao Centro de Avaliações do Exército (CAEx) em março de 2022.
|                                                                                  |                                                             |                                                    | |
| Um soldado com um FAP durante uma manifestação estudantil em 4 de abril de 1968. | Soldado brasileiro com a bandeira da Infantaria no seu FAL. | Infantaria de fronteira com fuzis FAL no Pantanal. | Fuzileiros navais do Grupamento de Fuzileiros Navais do Rio Grande (GptFNRG) em Rosário do Sul/RS, armados com fuzis FAL. |

### Estados Unidos
Após a Segunda Guerra Mundial e o estabelecimento da aliança da OTAN, houve pressão para adotar um fuzil padrão, em toda a aliança. O FAL foi originalmente projetado para lidar com cartuchos intermediários, mas, na tentativa de garantir o favor dos EUA para o fuzil, o FAL foi redesenhado para usar a nova munição 7,62×51mm NATO. Os EUA testaram várias variantes do FAL para substituir o M1 Garand. Esses rifles foram testados contra o T44, essencialmente uma versão atualizada do design básico de Garand. pesar do T44 e T48 mostrarem desempenho semelhante nos ensaios, o T44 foi, por várias razões, selecionado e os EUA adotaram formalmente o T44 como o fuzil de serviço M14.

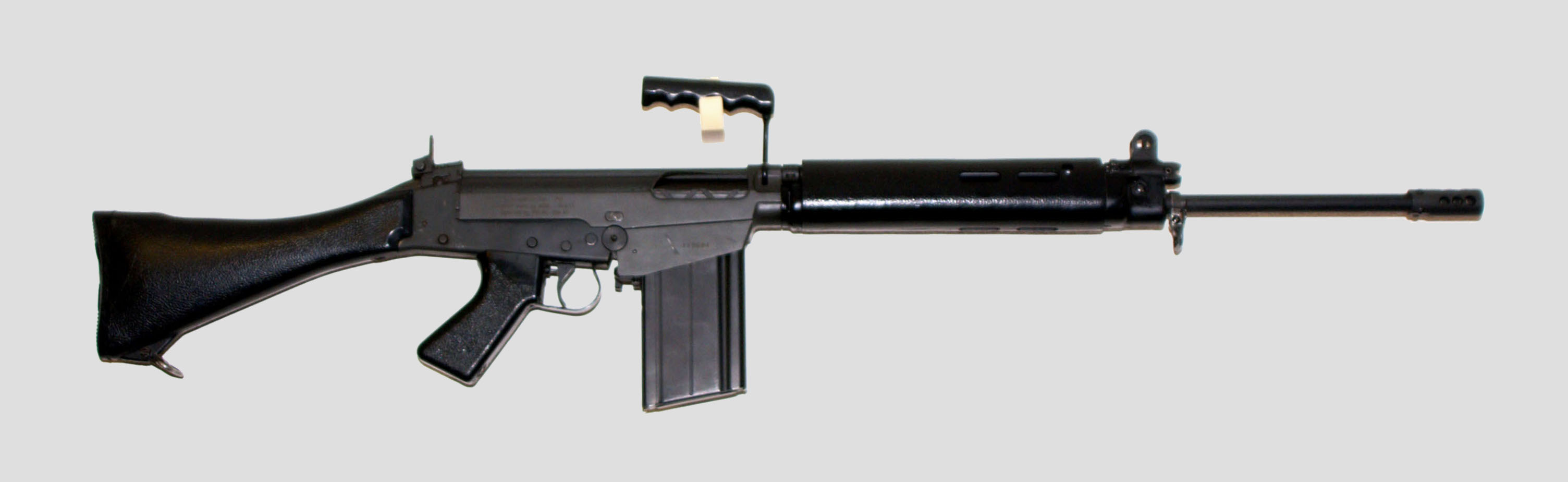
FAL da Century International Arms feito com peças de L1A1

No final das décadas de 1980 e 1990, muitos países desativaram o FAL de seus armários e os venderam em massa aos importadores dos Estados Unidos como excedente. O fuzil foi importado para os Estados Unidos como armas totalmente automáticas. Uma vez nos EUA, os FAL foram "desmilitarizados" (destruindo a armação/receptor superior) para eliminar o caráter de espingarda como automático, conforme estipulado pelo Gun Control Act of 1968 (o GCA 68 atualmente proíbe a importação de armas estrangeiras). fizeram rifles totalmente automáticos antes da promulgação da Lei de Controle de Armas; versões semiautomáticas da mesma arma de fogo eram legais para importação até a proibição semiautomática de fuzis de assalto de 1989). Milhares dos "kits de peças" resultantes foram vendidos a preços geralmente baixos (US$90 - US$250) para entusiastas. Os entusiastas reconstruíram os kits de peças para rifles semiautomáticos legais e funcionais nos novos receptores superiores semiautomáticos. Os rifles FAL ainda estão disponíveis comercialmente em algumas empresas domésticas em configuração semiautomática: Entreprise Arms, DSArms e Century International Arms. A Century Arms criou uma versão semiautomática L1A1 com um receptor superior e peças excedentes em padrão de polegadas britânicas, enquanto a DSArms usou projetos FAL de padrão métrico no estilo Steyr (este padrão diferença métrica significa que as armas de fogo Century Arms e DSArms não são fabricadas com lotes de peças totalmente intercambiáveis).

### Grécia
Os fuzis FN FAL produzidos na Bélgica foram adotados pelo exército grego antes da adoção dos fuzis HK G3A3s produzidos sob licença pela Hellenic Arms Industry (ΕΒΟ). Por alguns anos, os fuzis também foram produzidos sob licença pela fábrica grega Pyrkal (ΠΥΡΚΑΛ). Os fuzis FN FAL e FALO estavam em uso pelas Forças Especiais do Exército Grego e IV Corpo de Exército de 1973 a 1999, e ainda estão em uso pela Guarda Costeira Grega.

### Israel

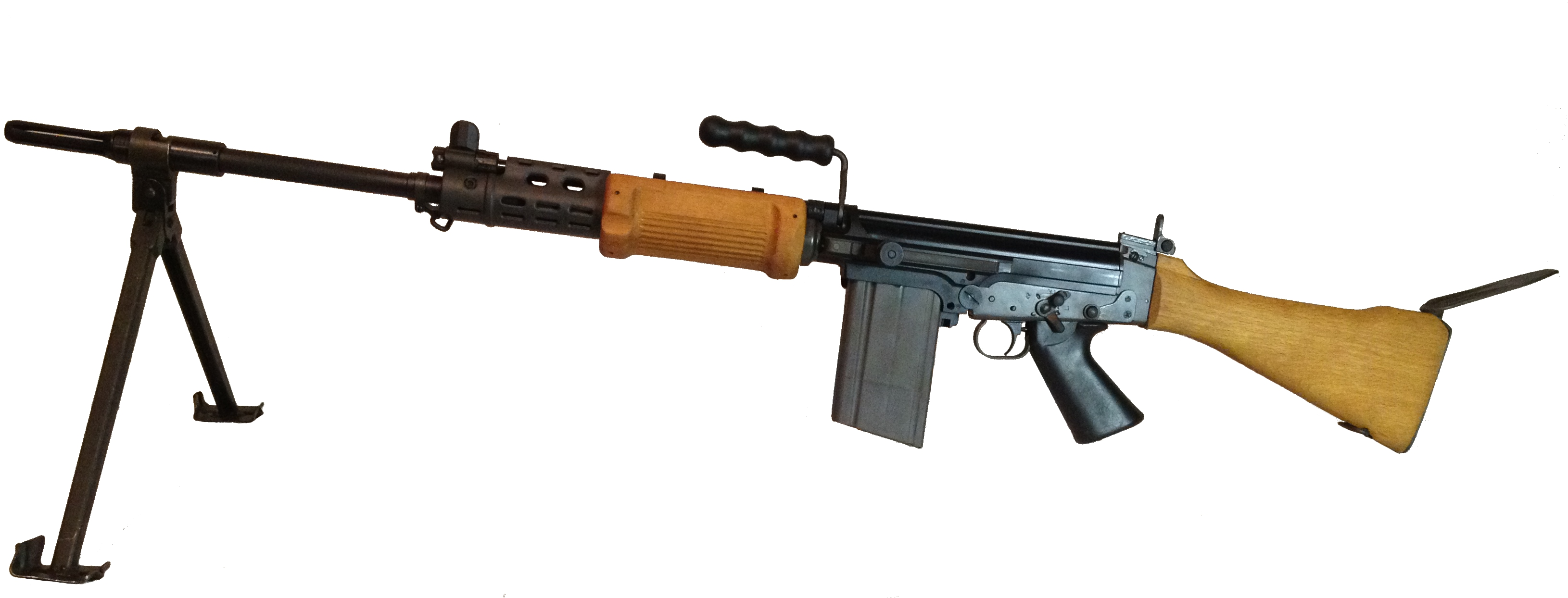
FAL Israelense com cano pesado. Observe a placa de topo articulada.

Após a Guerra Árabe-Israelense de 1948, as Forças de Defesa de Israel (FDI) tiveram que superar vários problemas logísticos decorrentes da grande variedade de armas de fogo antigas que estavam em serviço, como o fuzil alemão Mauser Kar 98k e alguns fuzis britânicos Lee-Enfield. Em 1955, as FDI adotaram a submetralhadora Uzi produzida pela IMI e o FN FAL para padronizar seu armamento de infantaria; com o FAL sendo designado Rov've Mitta'enn ou Romat (רומ"ט), abreviação de "Fuzil Auto-Carregável". A versão do FAL encomendada pelas FDI veio em duas variantes básicas, tanto a padrão quanto a de cano pesado, e foram calibradas em 7,62mm NATO. A versão fuzil-metralhador de cano pesado israelense foi designada como Makle'a Kal, ou Makleon, tendo um guarda-mão padrão aprimorado com uma manga de metal perfurada ao redor do cano pesado e um guarda-mão de madeira com escudo térmico. O bipé dobrável é diretamente preso ao cano. O Makleon israelense é alimentado por um carregador de 20 tiros.

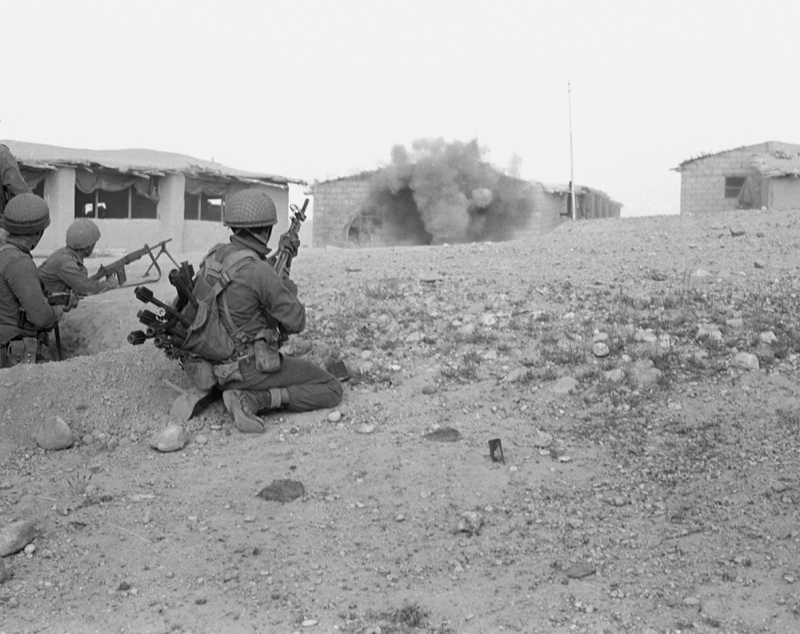
Paraquedistas lutando nos arredores da cidade de Karameh durante a Operação Inferno, 21 de março de 1968. Um paraquedista com um Makleon está em posição enquanto um fuzileiro-granadeiro está à sua direita.

Analisando a campanha israelense de 1956 no Sinai, durante a Crise de Suez, o General-de-Brigada SLA Marshall observou sobre o Makleon:

"Pela prática de treinamento israelense, quando as metralhadoras leves são usadas como base de fogo para cobrir o avanço do restante da seção, elas não devem operar a mais de duzentas jardas [183m] de alcance máximo do alvo. Cortar essa distância pela metade é considerado melhor. No ataque, as metralhadoras leves são classificadas como itens altamente dispensáveis e são empurradas para a frente. Quando a seção avança para a posição inimiga sob a cobertura do fogo das metralhadoras leves, um fuzileiro fica para trás para proteger os metralhadores."
Marshall também observa a vantagem das munições de fuzil e metralhadora leve serem intercambiáveis, com o grupo de combate carregando sessenta carregadores de 20 tiros, com 1.200 cartuchos no total.
O FAL israelense foi originalmente produzido como fuzil de tiro seletivo, embora versões posteriores do fuzil de cano leve tenham sido alteradas para somente tiro semiautomático. Os primeiros fuzis foram fabricados na Bélgica, com Israel posteriormente produzindo sob licença as armas e seus carregadores. Os modelos israelenses são reconhecíveis por um guarda-mão distinto com uma seção frontal de chapa metálica perfurada. Os carregadores de fabricação israelense eram feitos no mesmo padrão de aço da FN, com acabamento em tinta esmalte preta durável e com dois caracteres hebraicos estampados no metal de um lado.

Paraquedistas israelenses com fuzis FN FAL durante uma marcha de treinamento, 5 de junho de 1965.

O exército israelense sempre enfatizou o uso de granadas de fuzil, integrando seu uso em sua doutrina de assaltos noturnos. Aproximando-se das posições inimigas ao alcance das granadas de fuzil, iniciando o assalto com um voleio de granadas sobre as posições inimigas com o objetivo de atordoar e suprimir os defensores, sendo imediatamente seguido pelo assalto da infantaria enquanto o inimigo estava abalado.

"A infantaria de Israel prefere a granada antitanque disparada por fuzil à bazuca para efeito de choque em um grupo ou bunker. À noite, se a seção cair em uma emboscada, o granadeiro atira e todos os outros avançam direto, sem atirar."
Inicialmente, Israel fabricava uma cópia da granada de fuzil Energa, que seria superada por desenhos mais recentes ainda em produção. De particular interesse é o BT/AT 52, uma versão IMI da granada de fuzil BT derivada do modelo anterior MA/AT 52. Ela pode ser disparada tanto de armas de 5,56mm quanto de 7,62mm, que compartilham o dispositivo de cano de mesmo diâmetro, com um alcance máximo de 300m quando disparado de armas de 7,62mm. A BT/AT 52 é frequentemente vista em fotografias com o FAL.

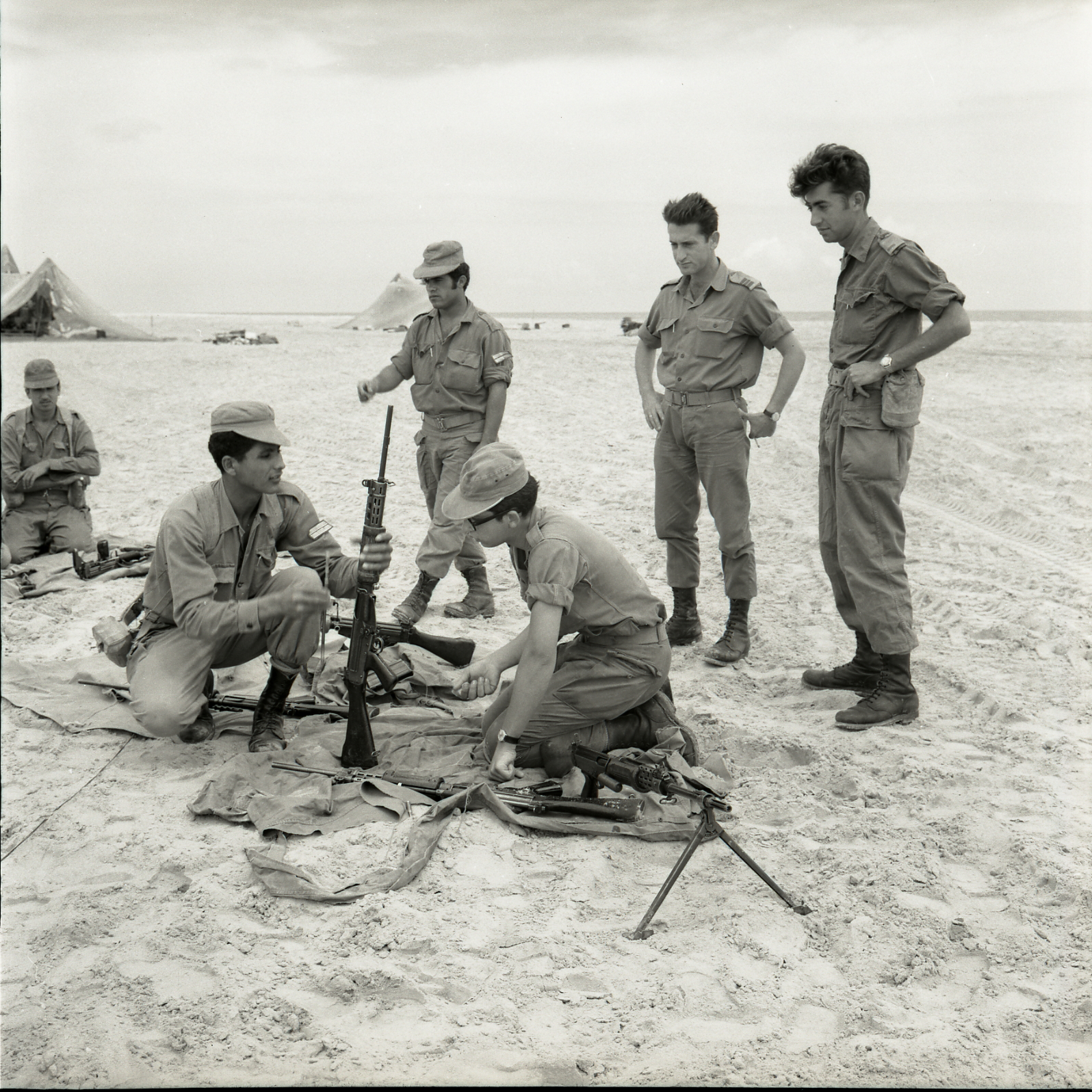
Aula de armamento com fuzis FAL na base avançada de Rapid, no norte do Sinai ocupado durante a Guerra de Desgaste, 1969-1970.

O FAL israelense entrou em ação pela primeira vez em quantidades relativamente pequenas durante a Crise de Suez de 1956, sendo o fuzil padrão na Guerra dos Seis Dias em junho de 1967, e na Guerra de Atrito de 1967–1970. Durante a Guerra do Yom Kippur de outubro de 1973, o FAL ainda estava na linha de frente como o fuzil padrão israelense, embora as críticas crescentes eventualmente levassem à eliminação gradual da arma. As forças israelenses eram principalmente de natureza mecanizada; o longo e pesado FAL retardava os exercícios de desdobramento e provou ser extremamente difícil de manobrar dentro dos limites de um veículo. Além disso, as forças israelenses experimentaram engripagens ocasionais do FAL devido à areia pesada e entrada de poeira endêmica da guerra no deserto do Oriente Médio. Com os soldados viajando em meias-lagartas abertas em operações de ritmo acelerado, com as lagartas dos tanques enchendo o ar com nuvens de poeira cheias de areia fina, os soldados saltavam dos meias-lagartas para bater na areia, tendo os fuzis imundos no momento de contato. Em uma guerra móvel tão rápida, os homens dificilmente teriam tempo para comer, dormir ou limpar seus fuzis. Embora as FDI tenham avaliado alguns fuzis FAL modificados com orifícios de "limpeza de areia" no conjunto do ferrolho e no receptor, as taxas de mau funcionamento não melhoraram significativamente. O FAL israelense acabou sendo substituído a partir de 1972 pelo M16 e em 1974 pelo Galil. O FAL permaneceu em produção em Israel na década de 1980.

### Portugal

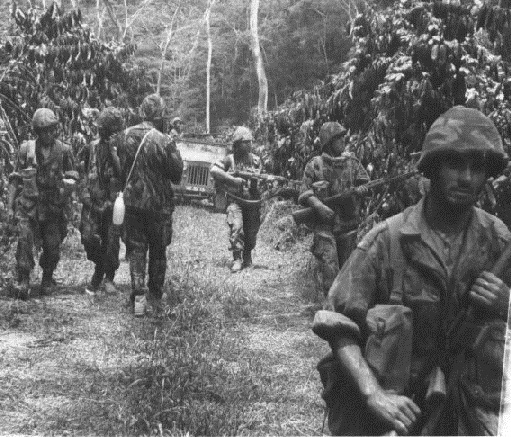
Soldados portugueses em Angola durante o início da década de 1960, armados com FN m/962.

O FN FAL foi utilizado pelo Exército Português a partir de 1962, em complemento à espingarda automática Heckler & Koch G3, para uso das suas forças empenhadas na guerra colonial de três frentes em Angola, Guiné e Moçambique - conhecida como Guerra do Ultramar. Em Portugal, o FN FAL foi oficialmente designado por Espingarda Automática 7,62 mm FN m/962, e popularmente era conhecido simplesmente por "FN". Os paraquedistas e comandos utilizaram-se também do fuzil ArmaLite AR10 que, assim como o FAL, foi afetado pelos embargos sofridos por Portugal durante a guerra; levando Lisboa a se equipar principalmente com o fuzil HK G3. Os fuzis FN FAL de fabricação belga, incluindo modelos G1 alemães repassados, se tornaram os preferidos de unidades de forças especiais, como os Caçadores Especiais. No entanto, os quase 30.000 FN recebidos continuaram a ser utilizados até ao fim da guerra.

### Rodésia

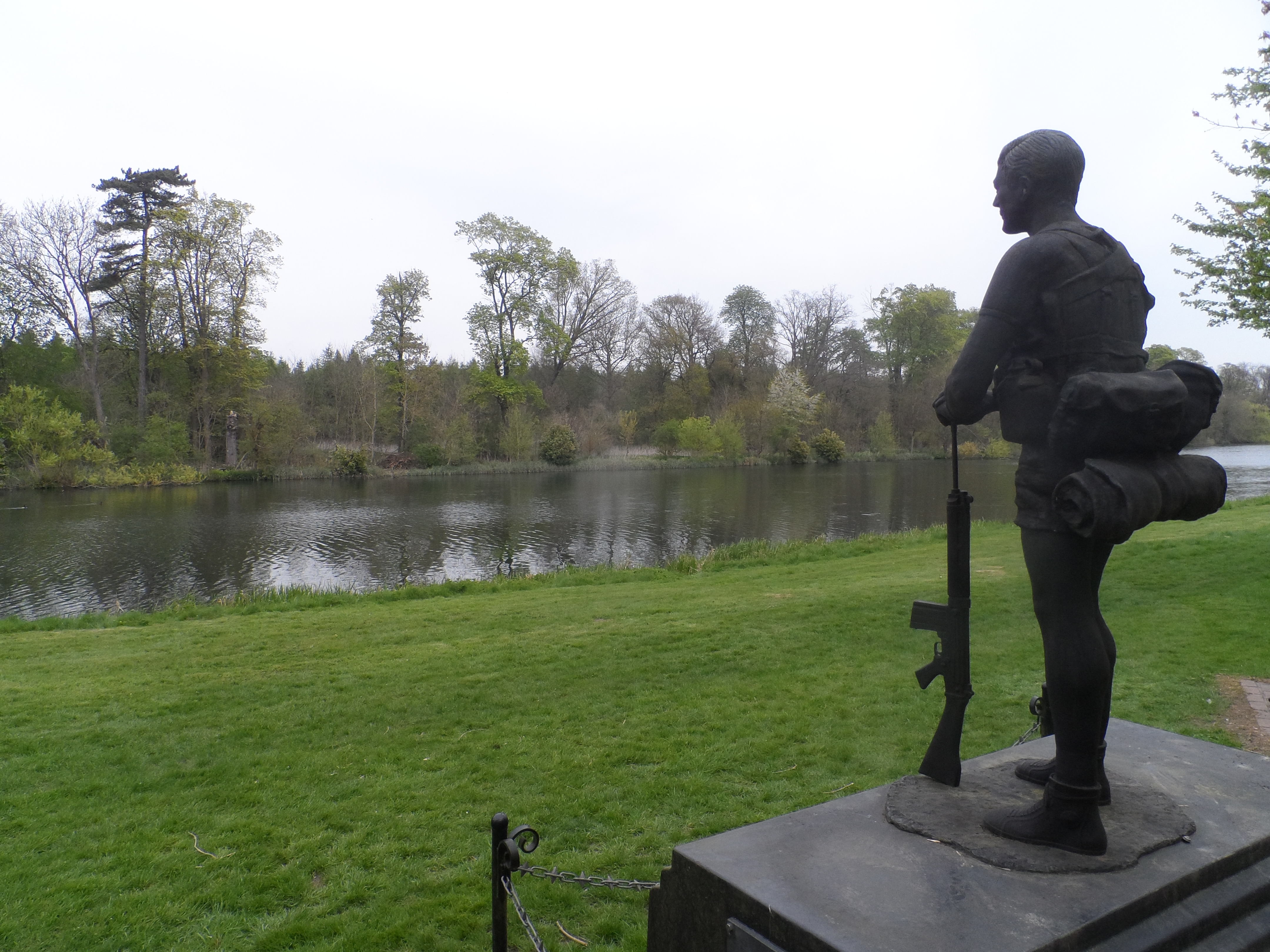
A Estátua do Trooper (ou "Troopie") armado com um FN FAL, representando o soldado comando do Regimento da Infantaria Ligeira da Rodésia (RLI), no terreno de Hatfield House, na Inglaterra.

Como a maioria das dependências britânicas no pós-guerra, a Rodésia do Sul adotou o padrão L1A1 SLR da Commonwealth no início dos anos 1960. A Rodésia do Sul contribuiu com pequenos contingentes militares para ajudar nas operações de contra-insurgência britânicas durante a Emergência Malaia e a Emergência de Áden, e adotou o L1A1 como seu fuzil de infantaria padrão naquela época. O Reino Unido continuou a exportar fuzis L1A1 para a Rodésia do Sul até que esse país emitiu uma declaração unilateral de independência como Rodésia em 1965. A Rodésia posteriormente ficou sujeita a um embargo de armas britânico e os fuzis SLR foram amplamente relegados a unidades de reserva do exército e da polícia. Como resultado de sua participação nesses conflitos, as Forças de Segurança da Rodésia herdaram a ênfase britânica na pontaria de longo alcance e no uso de fuzileiros em pequenas unidades como a pedra angular das principais campanhas de contra-insurgência. A pequena unidade padrão do Exército Rodesiano, bem como várias polícias paramilitares e divisões de segurança interna, era o stick (literalmente vara ou bastão, mas significando esquadra-de-tiro); este consistia em quatro fuzileiros, cada um armado com fuzis FAL (chamados "FN"), e um fuzileiro-metralhador carregando uma FN MAG.
Durante a guerra civil, conhecida como Guerra de Mato da Rodésia (em inglês: Rhodesian Bush War), as Forças de Segurança da Rodésia se voltaram para uma simpática África do Sul como um importante fornecedor de armas. A África do Sul já fabricava um FAL de padrão métrico sob licença, designado como R1, e transferiu vários desses fuzis para a Rodésia. A Rodésia também adquiriu variantes FAL ilicitamente no mercado negro internacional, incluindo fuzis FN originais da Bélgica e fuzis G1 da Alemanha Ocidental. As sanções comerciais e a erosão gradual do apoio sul-africano no final da década de 1970 levaram a graves escassez de peças, e um número considerável de fuzis HK G3 foram recebidos de Portugal na fase final da guerra, mas estes eram considerados menos confiáveis que o FAL e foram relegados a unidades de segunda linha. Alguns fuzis PARA-FAL foram distribuídos a oficiais e altos suboficiais do Regimento de Infantaria Ligeira da Rodésia (Rhodesian Light Infantry, RLI), sendo estimados por sua leveza e tamanho mais compacto, atributos desejáveis a paraquedistas e tiro automático no mato como submetralhadora.

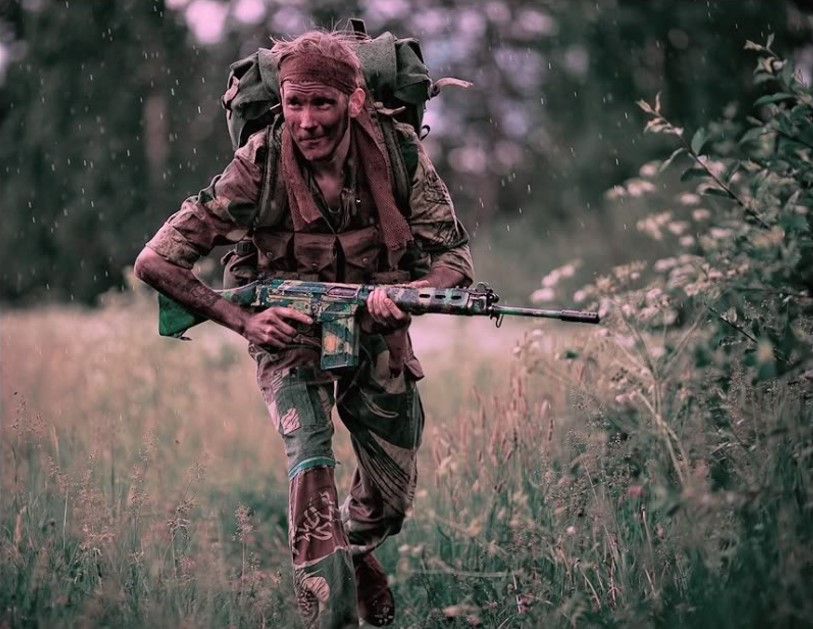
Um reencenador demonstrando a ordem de batalha de um Troopie na década de 1970. Ele usa uniforme camuflado, camuflagem corporal e mesmo o seu FAL é pintado em camuflagem.

A maioria dos fuzis era alimentada por carregadores de 20 tiros, com apenas alguns raros carregadores alongados de 30 tiros. Alguns atiradores do RLI acoplavam lunetas de mira de ponto único para tiro de sniper. Para emboscadas noturnas, miras telescópicas infravermelhas eram frequentemente usadas. Outro utensílio popular entre as tropas era o quebra-chamas compensador especialmente projetado, que fazia contrapeso de modo a atenuar a subida do cano do fuzil em tiro automático. O Trooper Chris Cocks menciona que a maioria dos voluntários americanos no regimento gostavam de atirar em fogo rápido, e usavam estes compensadores. A desvantagem deste dispositivos, tanto lunetas quando compensadores, era o peso e o volume, que tornavam o seu porte pesado e desajeitado na mata. Além disso, a maior parte dos engajamentos era em proximidade.
A combinação da forte ênfase na pontaria individual e as qualidades balísticas da munição 7,62x51mm foram a base da doutrina de infantaria rodesiana, que previa combates de pequenas unidades em menor número derrotando grupos maiores de insurgentes mal treinados do Exército Africano de Libertação Nacional do Zimbábue (Zimbabwe African National Liberation Army, ZANLA) ou do Exército Revolucionário do Povo do Zimbábue (Zimbabwe People's Revolutionary Army, ZIPRA). O manual rodesiano Operações Anti-Terror (Anti-Terror Operations, ATOPS), que baseava-se muito no manual britânico ATOM da guerra na Malaia, enfatizava que o soldado despejasse tiro rápido e preciso. Este sistema de tiro instintivo, chamado snap shooting (tiro de estalo), era realizado com os dois olhos abertos e usando o fuzil como uma extensão do braço do atirador, apontando para o alvo. A esta juntava-se a técnica de tiro em cobertura (cover shooting) ou tiro Drake (Drake shooting). Essa técnica tirava proveito do poder de penetração do 7,62mm e visava tornar o abrigo inimigo em mera cobertura, atravessando troncos de árvore e lançando estilhaços de pedras e madeira nos guerrilheiros se cobrindo atrás destas proteções. Atirando diretamente na cobertura dos insurgentes sempre que uma emboscada fosse encontrada, disparando seus fuzis FAL em rajadas curtas de dois ou três tiros, deliberadamente apontados para baixo e graduando seu fogo para cima. Os guerrilheiros do ZANLA e ZIPRA, supridos pelo bloco comunista, foram equipados principalmente com fuzis automáticos Kalashnikov AK-47, além de fuzis semiautomáticos Simonov SKS. Chris Cooks assim descreveu a correlação de forças entre o AK e o FAL:
"O fuzil de assalto Kalashnikov AK-47 e suas muitas variações, foi o esteio resistente das forças guerrilheiras inimigas. Sendo de calibre 7,62 intermediário, era muito mais leve, menor e menos preciso do que seu poderoso homólogo, o FN. No entanto, exigia menos manutenção, era mais fácil de operar e de perto era um adversário formidável. O AK-47 tinha um estalo agudo que era distintamente diferente do estrondo ressonante do FN. Ele fora fabricado em vários países comunistas com partes não metálicas feitas de uma variedade de materiais, geralmente baquelite ou madeira, e talvez isso tivesse algo a ver com isso."
De modo geral, foi a habilidade dos soldados disparando que determinou os vencedores nos tiroteios de mato; com as mãos habilidosas usando o FAL derrotando as mãos desajeitadas brandindo o AK.
Após a ascensão de Robert Mugabe ao poder em 1980, as Forças de Segurança da Rodésia foram amalgamadas com o ZANLA e o ZIPRA. Os fuzis FAL restantes em estoque foram herdados pelo novo Estado do Zimbábue. Para simplificar a manutenção e a logística, a arma inicialmente permaneceu um fuzil de serviço padrão nas Forças de Defesa do Zimbábue. Previa-se que mais munições 7,62x51mm seriam importadas para cobrir a escassez existente, mas uma ação de sabotagem realizada contra os antigos estoques do Exército da Rodésia não deixou isso ser concluído. O Zimbábue complementou prontamente seu inventário sobrevivente com armas soviéticas e da Coréia do Norte.

### Síria
A Síria adotou o FN FAL em 1956. 12.000 fuzis foram comprados em 1957. O estado sírio produziu cartuchos 7,62×51mm  e é relatado que adquiriu FALs de outras fontes. Durante a Guerra Civil Síria, os FALs de várias fontes, incluindo Israel, foram usados por forças governamentais, rebeldes, Estado Islâmico do Iraque e do Levante e Curdo. O Exército Árabe da Síria e as forças paramilitares leais o usaram como fuzil de atirador designado. No fim de 2012, uso de cartuchos .308 Winchester pode ter causado falhas generalizadas, diminuindo a popularidade do equipamento.

### Venezuela

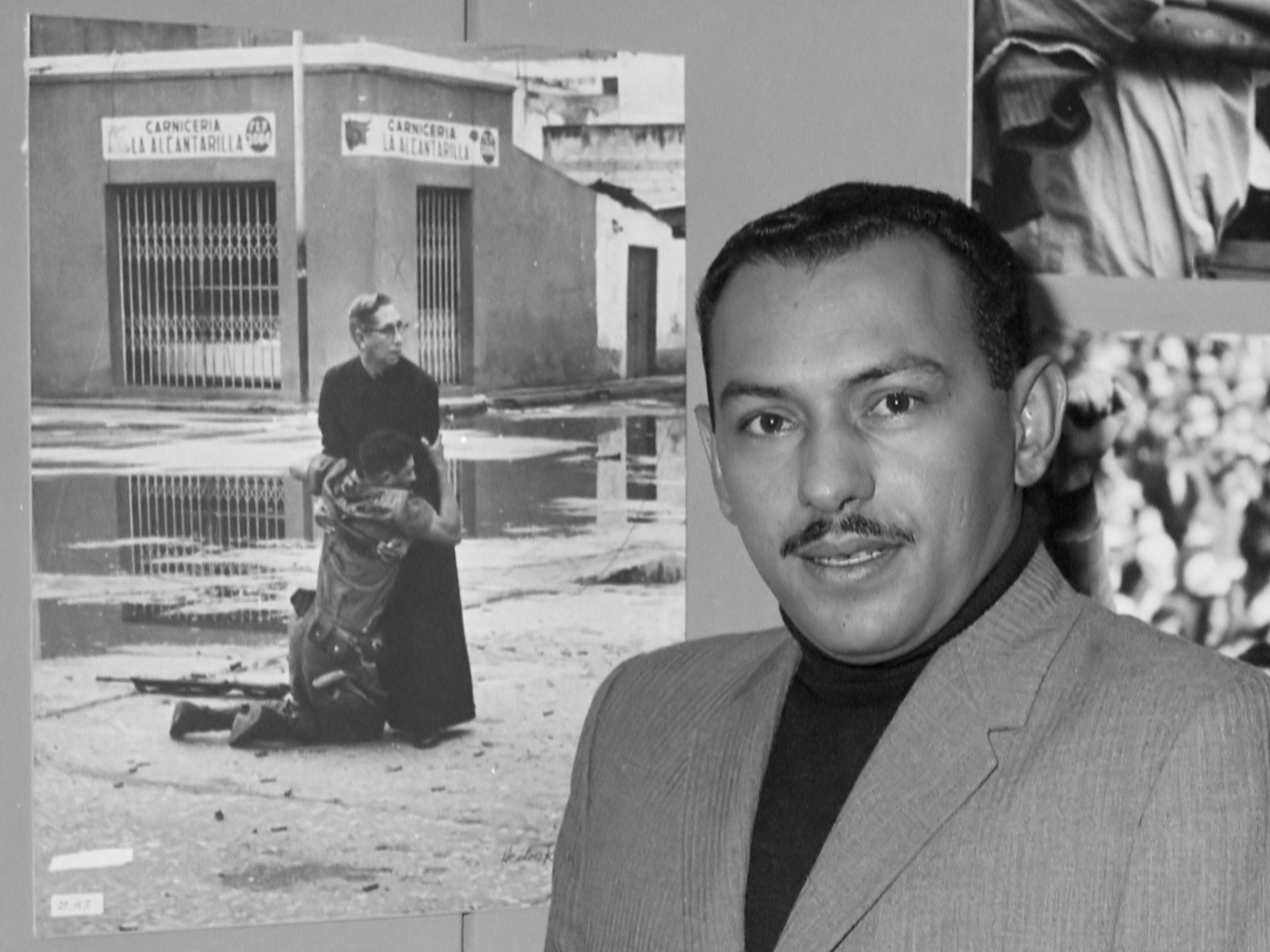
Héctor Rondón Lovera e sua foto vencedora do World Press Photo 1962, "Ajuda do padre", onde um soldado moribundo se agarra ao Padre Luis Padilla durante o Porteñazo, em 1962.

A Venezuela fez um pedido de 5.000 fuzis FAL fabricados pela FN em 1954, no calibre 7x49,15mm Optimum 2. Este 7×49mm, também conhecido como 7mm Liviano ou 7mm venezuelano, é essencialmente um cartucho de 7×57mm encurtado para comprimento intermediário e mais próximo de ser um verdadeiro cartucho intermediário do que o 7,62x51mm OTAN. Este calibre incomum foi desenvolvido em conjunto por engenheiros venezuelanos e belgas motivados por um movimento global em direção a calibres intermediários. Os venezuelanos, que usavam exclusivamente o cartucho 7×57mm em suas armas leves e médias desde a virada do século XX, sentiram que era uma plataforma perfeita para basear um calibre adaptado aos rigores particulares do terreno venezuelano. Eventualmente, o plano foi abandonado, apesar de ter encomendado milhões de cartuchos e milhares de armas desse calibre. À medida que a Guerra Fria se intensificava, o comando militar sentiu a necessidade de se alinhar com a OTAN por motivos geopolíticos, apesar de não ser um membro, resultando na adoção do cartucho 7,62×51mm OTAN. Os 5.000 fuzis do primeiro lote foram recalibrados para 7,62×51mm.
Ao marchar vitoriosamente para Havana em 1959, Fidel Castro carregava um FAL venezuelano fabricado pela FN em 7mm Liviano. Na rebelião militar comunista conhecida como El Porteñazo, os soldados venezuelanos de ambos os lados estavam armados com fuzis FAL. Na famosa foto de Héctor Rondón Lovera, "Aid from the Padre" ("Ajuda do padre"), um soldado ferido por um sniper agarra as vestes do capelão da Marinha Luis Padilla; ao lado do soldado está o seu fuzil FAL. A foto valeu a Héctor Lovera o World Press Photo of the Year de 1962 e o Prêmio Pulitzer de 1963.
Até recentemente, o FAL era o principal fuzil de serviço do exército venezuelano, fabricado sob licença pela CAVIM. A Venezuela comprou 100.000 fuzis de assalto AK-103 da Rússia para substituir os antigos FAL. Embora a remessa completa tenha chegado no final de 2006, o FAL permanecerá em serviço nas Forças de Reserva da Venezuela e na Guarda Territorial. Inicialmente havia o medo que os fuzis FAL seriam redirecionados para narco-guerrilheiros colombianos das FARC. Apesar dos vários anos tentando produzir o AK-103, mesmo com a visita de técnicos russos, o governo venezuelano falhou em estabelecer uma linha de produção. Os fuzis FAL ainda são vistos como o armamento padrão nas manobras da Milícia Bolivariana.
Dentro da mentalidade da Revolução Bolivariana, o presidente Hugo Chávez procurou influenciar a guerra civil colombiana como um mediador entre o governo colombiano e as narco-guerrilhas. A proximidade ideológica do marxismo bolivariano e das guerrilhas leva Caracas a favorecer as Forças Armadas Revolucionárias da Colômbia (FARC) e a Exército de Libertação Nacional (ELN), o que leva Bogotá a protestar contra o que vê como uma intervenção indevida nos seus assuntos internos. Em 2000, tanto a Colômbia quanto a Venezuela chamaram de volta seus embaixadores depois que Chávez permitiu que membros das FARC falassem num fórum em Caracas sobre o Plano Colômbia. Desde então, a Venezuela tem participado como observador internacional nas negociações de paz da Colômbia com as FARC e o ELN, apesar da objeção do exército paramilitar privado da Colômbia; Autodefesas Unidas da Colômbia (AUC). Em novembro de 2000, a imprensa colombiana reportou que o ELN operava um escritório em Caracas enquanto representantes da guerrilha se encontravam regularmente com Hugo Chávez e seu círculo interno. Armamentos capturados das guerrilhas pelo exército colombiano no mesmo ano eram provenientes dos estoques militiares venezuelanos. Os colombianos relataram a captura de 470 fuzis FAL portando os selos das forças armadas venezuelanas, ou os selos da CAVIM. de janeiro de 1998 a julho de 2000.

## Conflitos

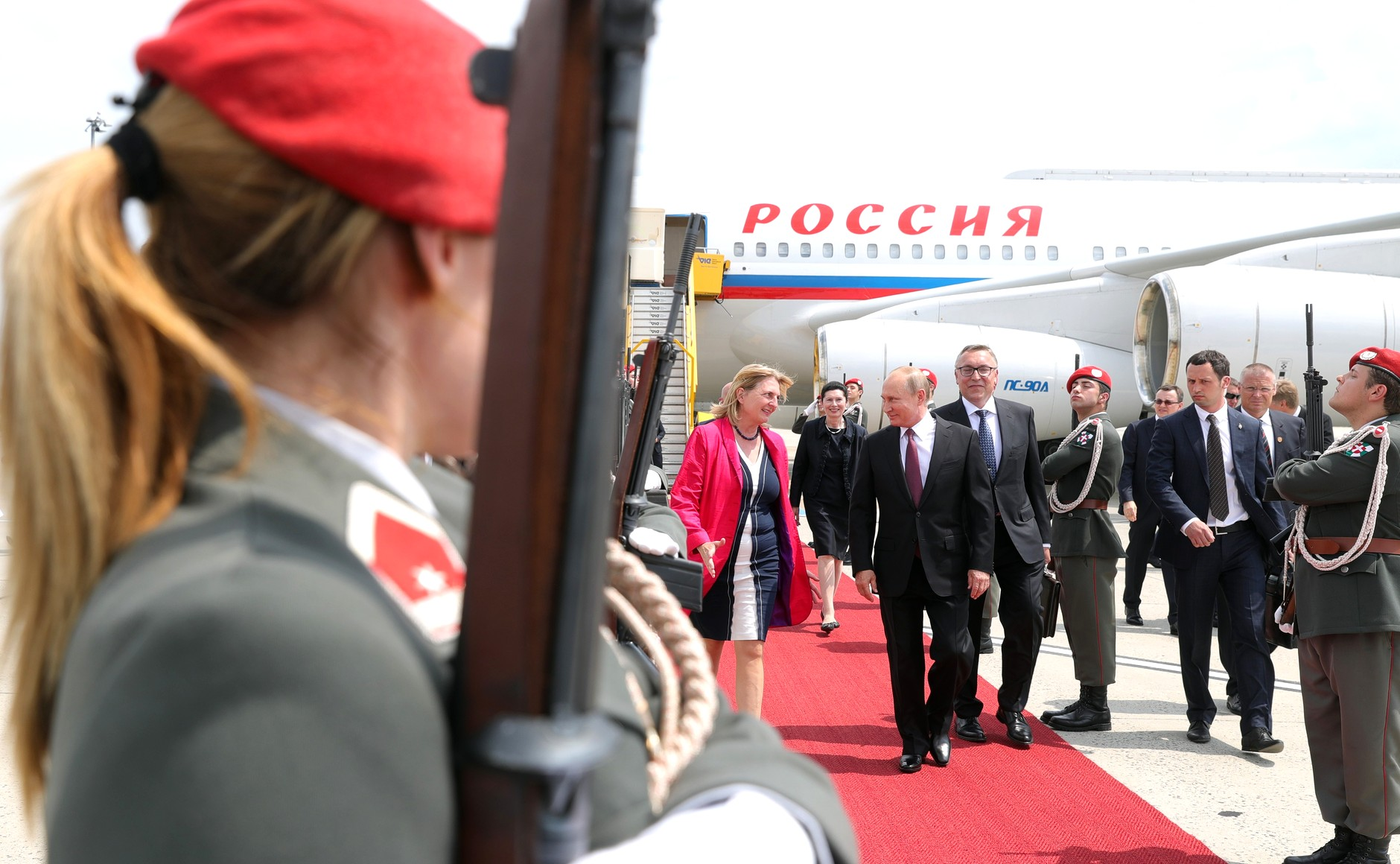
O Batalhão de Guarda, armado com fuzis FAL da versão StG 58, recebe o presidente russo Vladimir Putin na Áustria, em 2018.

Nos mais de 60 anos de uso em todo o mundo, a FAL tem sido usada em conflitos em todo o mundo. Durante a Guerra das Malvinas, o FN FAL foi usado pelos dois lados. O FAL foi usado pelas forças armadas argentinas e o L1A1 Self Loading Rifle (SLR), uma versão semiautomática do FAL, foi usado pelas forças armadas do Reino Unido e de outras nações da Commonwealth.

### Década de 1950
- Revolta dos Mau-Mau (1952–1960)[107] protótipos britânicos[108]
- Revolução Cubana (1953–1959)[109]
- Invasão da Costa Rica de 1955
- Primeira Guerra Civil Sudanesa (1955–1972)
- Guerra do Vietnã (1955–1975)
- Conflito basco (1959–2011)

### Década de 1960
- Crise do Congo (1960–1965)[110]
- Guerra Civil da Guatemala (1960-1996)
- Guerra Colonial Portuguesa (1961–1974)[111]
- Guerra Civil da Rodésia (1964–1979)[112][113]
- Guerra de Independência da Eritreia (1961–1991)
- Invasão da Baía dos Porcos (1961)[1]
- Guerra Civil na República Dominicana em 1965
- Guerrilha do Araguaia (1966–1975)[114]
- Guerra sul-africana na fronteira (1966–1990)[115]
- Guerra dos Seis Dias (1967)[116][117]
- Guerra de Desgaste (1967–1970)
- Guerra Civil da Nigéria (1967–1970)[118]
- Conflito Moro (1969–2019)[119]
- Conflitos na Irlanda do Norte (final dos anos 1960–1998)[69]

### Década de 1970
- Guerra de Independência de Bangladesh (1971)[120]
  - Guerra Indo-Paquistanesa de 1971
- Guerra do Yom Kippur (1973)[116]
- Invasão turca de Chipre (1974)
- Guerra Civil da Etiópia (1974–1991)
- Operação Independência (1975–1977)
- Guerra Civil Libanesa (1975–1990)[59][121][122]
- Guerra do Saara Ocidental (1975–1991)[123]
- Guerra Civil Angolana (1975–2002)[124]
- Guerra Líbia-Egito (1977)
- Segunda Guerra de Shaba (1978)[125]
- Guerra Uganda-Tanzânia (1978–1979)
- Revolução Sandinista (1978-1990)
- Guerra Civil de El Salvador (1979–1992)[126]

### Década de 1980
- Guerra Irã-Iraque (1980–1988)
- Guerra Civil de Uganda (1980–1986)
- Guerra das Malvinas (1982)[1]
- Segunda Guerra Civil Sudanesa (1983–2005)
- Guerra Civil de Bougainville (1988–1998)[127]
- Ataque de 1989 ao quartel de La Tablada

### Década de 1990
- Guerra do Golfo (1990–1991)[128]
- Guerra Civil de Ruanda (1990–1994)
- Guerra de Independência da Croácia (1991–1995)[72]
- Guerra Civil do Burundi (1993–2005)[129]
- Guerra de Cenepa (1995)
- Primeira Guerra do Congo (1996–1997)[130]

### Década de 2000
- Guerra ao Terror (2001–presente)
- Guerra do Quivu (2004–presente)
- Insurgência no nordeste do Paraguai (2005–presente)
- Guerra contra o narcotráfico no México (2006–presente)[131]
- Conflito armado pelo controle das favelas no Grande Rio de Janeiro (2006–presente)[132]
- Insurgência do Boko Haram (2009–presente)[133]

### Década de 2010
- Atos de violência organizada no Rio de Janeiro em 2010
- Guerra Civil Líbia (2011)[134][135]
- Guerra Civil Síria (2011–presente)[93][136]
- Insurgência iraquiana (2011–2013)[137]
- Guerra Civil Sul-Sudanesa (2013–2020)
- Guerra Civil Iemenita (2014–presente)
- Intervenção militar no Iêmen (2015–presente)

### Década de 2020
- Invasão da Ucrânia pela Rússia (2022–presente)[138]
- Guerra Israel-Hamas (2023–presente)
- Guerra Civil no Sudão (2023–presente)

| | |
| Patrulha do Exército Britânico atravessando um riacho durante a revolta dos Mau-Mau. Os soldados principais carregam 7,62 mm FN FAL (X8E1) de fabricação belga. | The Yomper ("O Marchador"), monumento aos veteranos da Guerra das Malvinas, no Royal Marines Museum. Estátua que representa um Royal Marine em marcha forçada ("yomp") portando um FN FAL. |

## Uso civil
O Brasil, que tem a arma fabricada pela IMBEL sobre o código M964, e os EUA, são dois dos principais produtores modernos dessas armas. No Brasil e nos EUA as armas são feitas primariamente para o mercado civil, visto que a adoção oficial pelas Forças Armadas Brasileiras se encerrou com o IMBEL A2. Geralmente as versões para o público civil não tem o seletor de fogo para tiro automático.

## Na cultura popular
Possui, no Brasil, o apelido de "7,62" (devido ao seu calibre - 7,62x51mm), e, devido ao seu longo uso, se tornou referência para fuzil de batalha nas Forças Armadas, figurando em diversas canções militares. Aparece em diversos jogos eletrônicos e filmes, como o Call of Duty: Modern Warfare de 2019 e o filme Tropa de Elite 2.